# Kota Kinabalu
Vous lisez un « article de qualité » labellisé en 2020.
Pour l’article homonyme, voir Mont Kinabalu.
Kota Kinabalu (کوتا کينا بالو en jawi et 亚庇, Yàbì en chinois), anciennement connue sous le nom de Jesselton, est la capitale de l'État du Sabah en Malaisie et la préfecture du district de Kota Kinabalu. Elle est également la capitale de la division de la Côte Ouest du Sabah. La ville se situe sur la côte nord-ouest de l'île de Bornéo au bord de la mer de Chine méridionale. Le parc national de Tunku Abdul Rahman se trouve à l'ouest et le mont Kinabalu, qui donne son nom à la ville, est à l'est. Selon le recensement de 2010, Kota Kinabalu compte 452 058 habitants, et 628 725 avec les districts adjacents de Penampang et Putatan.
Au XVe siècle, la zone de Kota Kinabalu est sous le contrôle de l'empire de Brunei. Au XIXe siècle, la Compagnie britannique de Bornéo du Nord (CBBN) établit une colonie près de l'île Gaya. Celle-ci est cependant détruite par un incendie en 1897, provoqué par un dirigeant local, Mat Salleh. En juillet 1899, la zone située à l’opposé de l'île Gaya est identifiée comme un endroit approprié pour l'établissement de colonies. Peu après, la zone se développe et l'endroit est nommé « Api-Api » avant d'être renommé « Jesselton » par le vice-président de la CBBN. Jesselton devient un port de commerce majeur et se connecte au réseau de chemins de fer de Bornéo du Nord. La ville est largement détruite pendant la Seconde Guerre mondiale. L'occupation japonaise de Jesselton provoque plusieurs soulèvements locaux, notamment la révolte de Jesselton dont les Japonais sortent vainqueurs. Après la guerre, la CBBN est incapable de faire face aux importants coûts de reconstruction et la ville est cédée à la Colonie de la Couronne. La Colonie de la Couronne déclare Jesselton capitale de Bornéo du Nord et commence la reconstruction de la ville. Après la formation de la Malaisie, Bornéo du Nord est renommé Sabah. En 1967, Jesselton est renommée Kota Kinabalu, d'après « kota » le mot malais pour « fort » et Kinabalu, le nom du mont proche. Kota Kinabalu obtient le statut de ville en 2000.
Kota Kinabalu est souvent connue sous le nom de « KK », aussi bien en Malaisie que dans le reste du monde. C'est une destination touristique majeure et une étape obligatoire pour les visiteurs de Sabah et de Bornéo. Le parc national du Kinabalu se situe à environ 90 kilomètres de la ville et il y a de nombreuses autres attractions touristiques autour de la ville. Kota Kinabalu est également un des principaux centres commerciaux et industriels de la Malaisie orientale. Ces deux facteurs font de Kota Kinabalu une des villes connaissant la plus forte croissance en Malaisie.

## Géographie

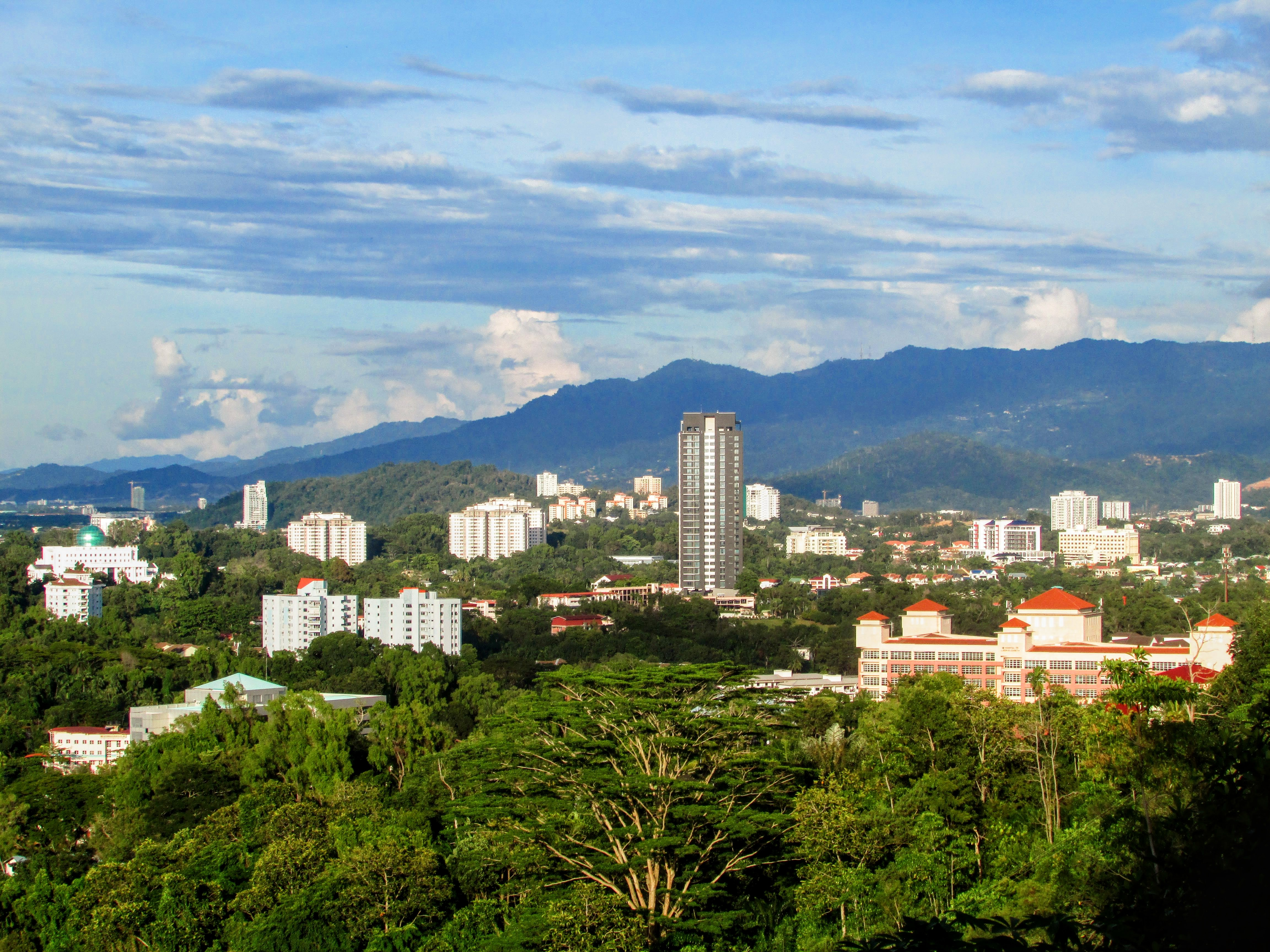
Vue du Grand Kota Kinabalu et de ses gratte-ciels parsemant la ville au-dessus de la cime des arbres de la forêt tropicale humide des collines avoisinantes.

Kota Kinabalu est située sur la côte occidentale de l'État de Sabah. La ville se trouve sur un étroit plateau délimité par le Banjaran Crocker à l'est et par la mer de Chine méridionale à l'ouest. Six îles font face à la côte de la ville. La plus grande d'entre elles est l'île Gaya, l'emplacement de la première colonie britannique. Environ 8 000 personnes y vivent. Les plus petites îles, principalement inhabitées, se nomment Sapi, Manukan, Sulug, Mamutik et Sepanggar. L'île Sepanggar se trouve au nord du parc national à l'opposé de la baie Sepanggar.

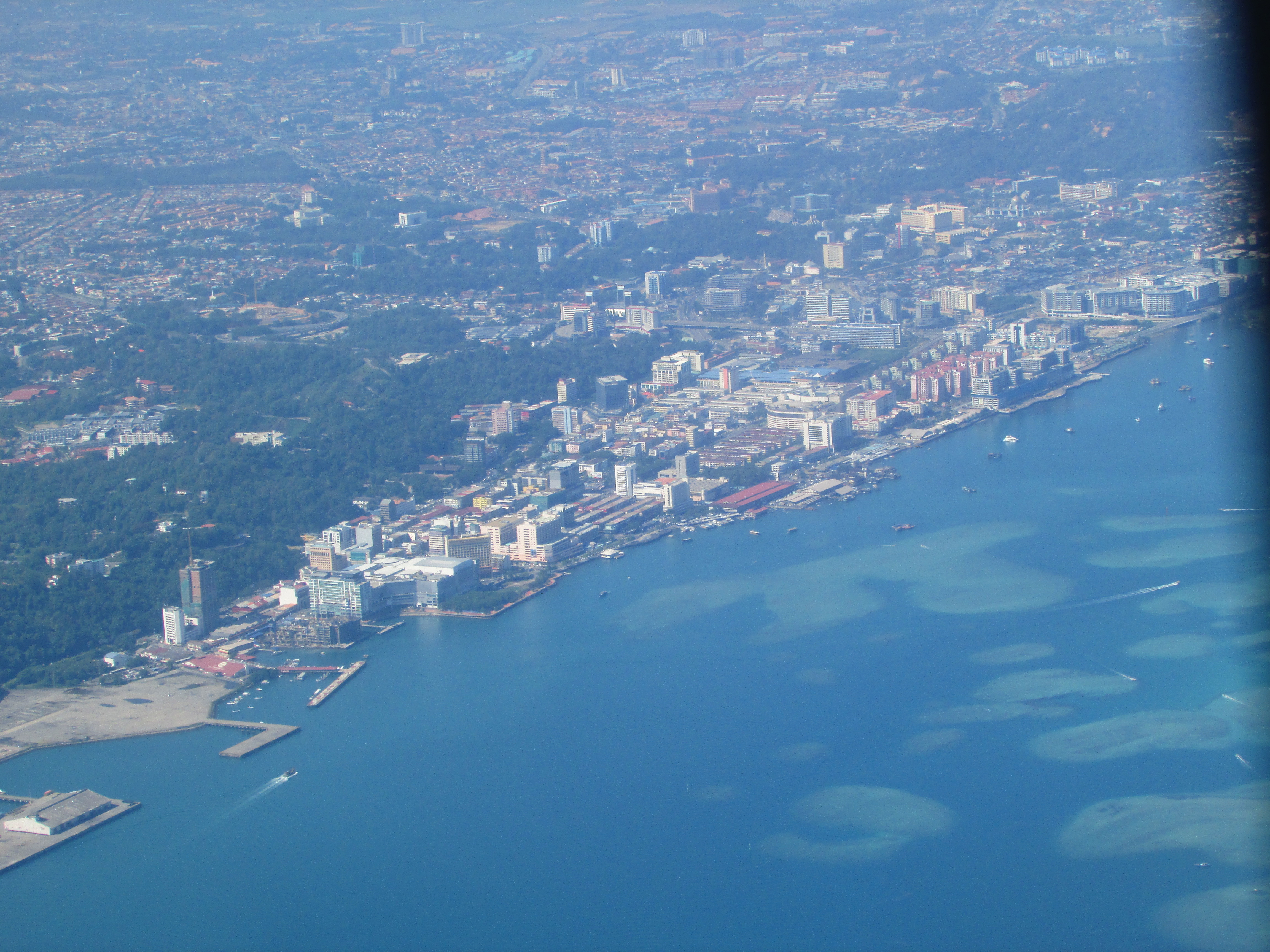
Vue aérienne de Kota Kinabalu en 2015.

Le centre-ville est principalement constitué de terrains plats et la hauteur des bâtiments est strictement limitée car les trajectoires aériennes de l'aéroport distant de 7 kilomètres passent directement au-dessus de la ville. La majeure partie du quartier central des affaires est aujourd'hui construite sur des terre-pleins. La flore locale d'origine a en grande partie disparu, mais plusieurs collines de la ville, trop raides pour être construites, sont encore habillées de forêt tropicales humides. L'une de ces collines, la Signal Hill limite le quartier des affaires au rivage. Dans la région de la baie de Likas, les restes d'une vaste forêt de mangrove ont presque été perdus. En 1996, le gouvernement de l'État déclare la protection d'une zone de 9,7 hectares de forêt. Cette forêt est maintenant connue sous le nom de Zone humide de Kota Kinabalu. Ce sanctuaire reçoit une protection supplémentaire en tant que site du patrimoine culturel de l'État en 1998.
Les cinq îles de Gaya, Sapi, Manukan, Sulug et Mamutik font face à la ville et leurs eaux environnantes sont également protégées par le parc national de Tunku Abdul Rahman. Ce parc est nommé en l'honneur du premier Premier ministre de Malaisie, Tunku Abdul Rahman. Le parc est un lieu de loisirs pour les touristes et pour les habitants. Le centre-ville de Kota Kinabalu est constitué principalement d'entreprises et de bâtiments gouvernementaux, comprenant Karamunsing, la zone portuaire de Tanjung Lipat, la colline Signal Hill, Kampung Air, Sinsuran, Segama, la ville asiatique, la vieille ville, Bandaran Berjaya, Api-Api, le port de Sutera et Sembulan. Les quartiers périphériques et les banlieues résidentielles comprennent la crête de Kepayan, Tanjung Aru, Petagas, Kepayan, Lido, Lintas, Nosoob, Bukit Padang, Luyang, Damai, Lok Kawi, Bukit Bendera, Kasigui, Bundusan, Likas et Kolombong. La ville est en croissance constante et l'étendue urbaine atteint les villes d'Inanam, Manggatal, Sepanggar, Telipok jusqu'au sud de la frontière du district avec les villes de Penampang, Putatan et Lok Kawi. Kota Kinabalu est généralement assez isolée du reste du pays, elle est, par exemple, située à environ 1 624 kilomètres de Kuala Lumpur la capitale située en Malaisie péninsulaire et à 804 kilomètres de la grande ville la plus proche, Kuching située dans l'État voisin du Sarawak,.

### Climat

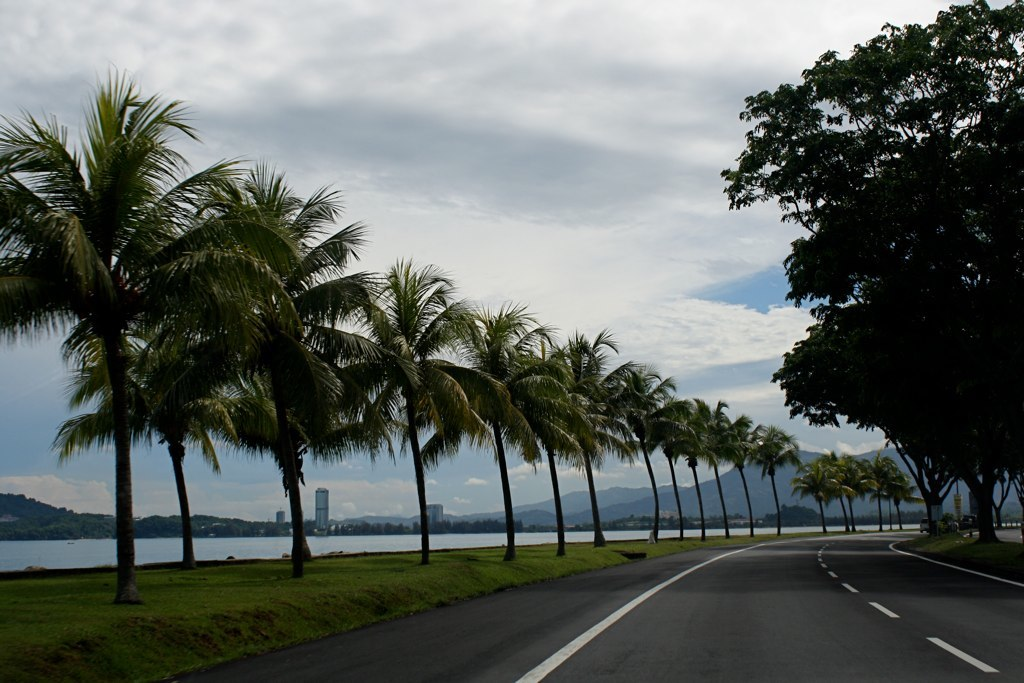
Des cocotiers le long de la route. Kota Kinabalu possède un climat équatorial.

Le climat de Kota Kinabalu est équatorial avec des températures élevées constantes, une quantité considérable de pluie et une humidité élevée tout au long de l'année. Deux moussons dominantes caractérisent le climat de cette partie du Sabah : la mousson du nord-est et la mousson du sud-ouest. La mousson du nord-est a lieu entre novembre et mars alors que celle du sud-ouest survient entre mai et septembre. Il y a aussi deux inter-moussons successives entre avril et mai et entre septembre et octobre.
Entre 1995 et 2004, la température moyenne de Kota Kinabalu est comprise entre 26 °C et 28 °C. Les mois d'avril et mai sont les plus chauds, alors que le plus froid est le mois de janvier. Les précipitations annuelles moyennes avoisinent les 2 400 millimètres et varient considérablement au cours de l'année. En général, février et mars sont les mois les plus secs alors que les précipitations atteignent leur maximum lors de l'inter-mousson d'octobre. Les rafales de vent sont comprises entre 5,5 et 7,9 mètres par seconde pendant la mousson du nord-est mais elles sont significativement plus basses pendant la mousson du sud-ouest atteignant entre 0,3 et 3,3 mètres par seconde.
| Mois                                | jan.  | fév.  | mars  | avril | mai   | juin  | jui.  | août  | sep.  | oct.  | nov.  | déc.  | année   |
| ----------------------------------- | ----- | ----- | ----- | ----- | ----- | ----- | ----- | ----- | ----- | ----- | ----- | ----- | ------- |
| Température minimale moyenne (°C)   | 22,9  | 23    | 23,4  | 24,1  | 24,3  | 24    | 23,7  | 23,7  | 23,7  | 23,6  | 23,5  | 23,3  | 23,6    |
| Température maximale moyenne (°C)   | 30,4  | 30,7  | 31,5  | 32,2  | 32,1  | 31,8  | 31,5  | 31,6  | 31,4  | 31,2  | 31    | 30,9  | 31,4    |
| Record de froid (°C)                | 18    | 17    | 18    | 18    | 18    | 18    | 17    | 16    | 17    | 19    | 18    | 18    | 16      |
| Record de chaleur (°C)              | 35    | 34,2  | 35,7  | 35,6  | 35,3  | 35,6  | 34,1  | 35    | 34    | 33,3  | 33,5  | 32,4  | 35,7    |
| Ensoleillement (h)                  | 187,7 | 194,8 | 233,4 | 245,3 | 228,8 | 197,6 | 204,9 | 196,7 | 180,7 | 191,9 | 192,5 | 197,5 | 2 451,8 |
| Précipitations (mm)                 | 104,8 | 73,4  | 50,5  | 114,2 | 216,2 | 279,4 | 262,7 | 270,3 | 285,2 | 345,8 | 302,4 | 242,3 | 2 547,2 |
| Nombre de jours avec précipitations | 8     | 7     | 6     | 8     | 12    | 13    | 13    | 13    | 14    | 16    | 17    | 13    | 140     |
| Humidité relative (%)               | 83    | 82    | 81    | 80    | 81    | 80    | 79    | 78    | 81    | 82    | 83    | 83    | 81      |

| Diagramme climatique                                  |            |              |               |               |             |               |               |               |               |             |               |
| J                                                     | F          | M            | A             | M             | J           | J             | A             | S             | O             | N           | D             |
| 30,422,9104,8                                         | 30,72373,4 | 31,523,450,5 | 32,224,1114,2 | 32,124,3216,2 | 31,824279,4 | 31,523,7262,7 | 31,623,7270,3 | 31,423,7285,2 | 31,223,6345,8 | 3123,5302,4 | 30,923,3242,3 |
| Moyennes : • Temp. maxi et mini °C • Précipitation mm |            |              |               |               |             |               |               |               |               |             |               |

### Voies de circulation et transport

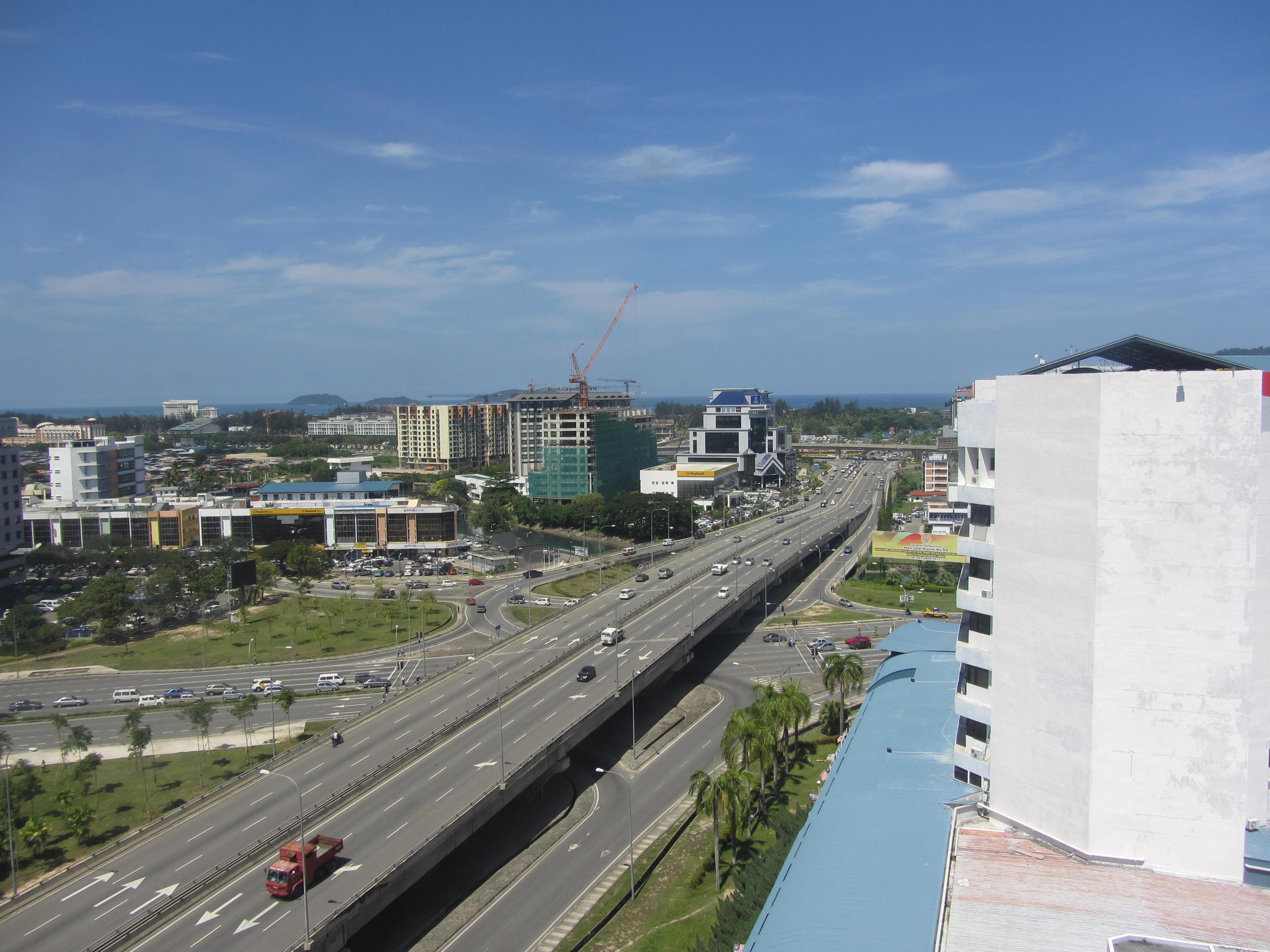
Une voie rapide à Kota Kinabalu.

#### Terrestre

##### Réseau routier
Les routes internes reliant les différentes parties de la ville sont généralement des routes nationales construites et maintenues par le Département des travaux publics de Sabah. La plupart de celles-ci sont des voies rapides à double circulation. L'une des routes principales est la voie de contournement Lintas-Tuaran, qui sert presque de ceinture périphérique, encerclant la ville et reliant les quartiers et banlieues qui l'entourent, comme Putatan, Penampang, Luyang, Likas, Inanam, Menggatal, Sepanggar et Tuaran. Il n'y a actuellement aucune autoroute à péage dans la ville, ni dans aucun autre endroit de l’État de Sabah. La ville est reliée aux autres villes de l’État par des voies rapides. Celles-ci sont des routes fédérales maintenues par le Département des travaux publics de Malaisie. Ces voies rapides menant à Kota Kinabalu sont les suivantes :
- Kota Kinabalu - Tuaran - Tamparuli - Kota Belud - Kota Marudu - Pitas - Kudat.
- Kota Kinabalu - Penampang - Papar - Beaufort - Sindumin.
- Kota Kinabalu - Penampang - Tambunan - Keningau - Tenom - Nabawan - Kalabakan - Tawau.
- Kota Kinabalu - Tuaran - Tamparuli - Kundasang - Ranau - Telupid - Sandakan - Tawau.

##### Transport public

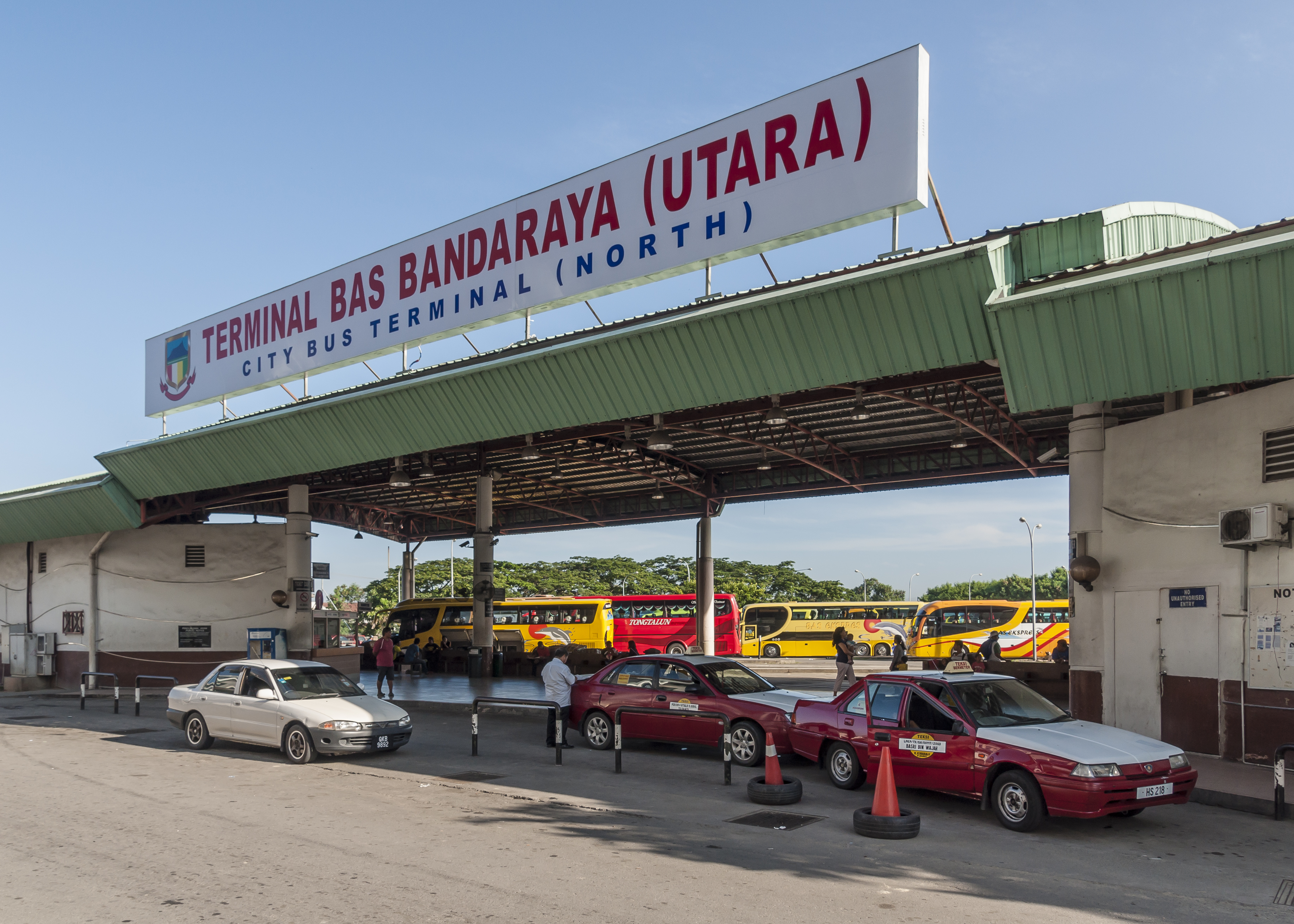
Le terminal routier du nord à Inanam, dessert les villes du nord et du nord-est de Sabah.

Des services de bus réguliers desservent la ville de Kota Kinabalu. En plus des bus, les minibus et les fourgonnettes sont utilisés comme moyen de transport alternatif. Il y a deux terminaux routiers principaux dans le centre-ville. Le terminal sur la Tun Razak Road fournit des services de bus vers différentes parties de la ville et de sa périphérie, alors que le terminal KK Sentral fournit des services interurbains en direction du sud de la ville (Papar, Beaufort, Sipitang et Limbang). Un troisième terminal routier, le terminal de North Kota Kinabalu, situé à Inanam, dessert les villes en direction du nord et du nord-est (Ranau, Sandakan, Lahad Datu, Tawau et Semporna). Des taxis sont également disponibles dans toute la ville.

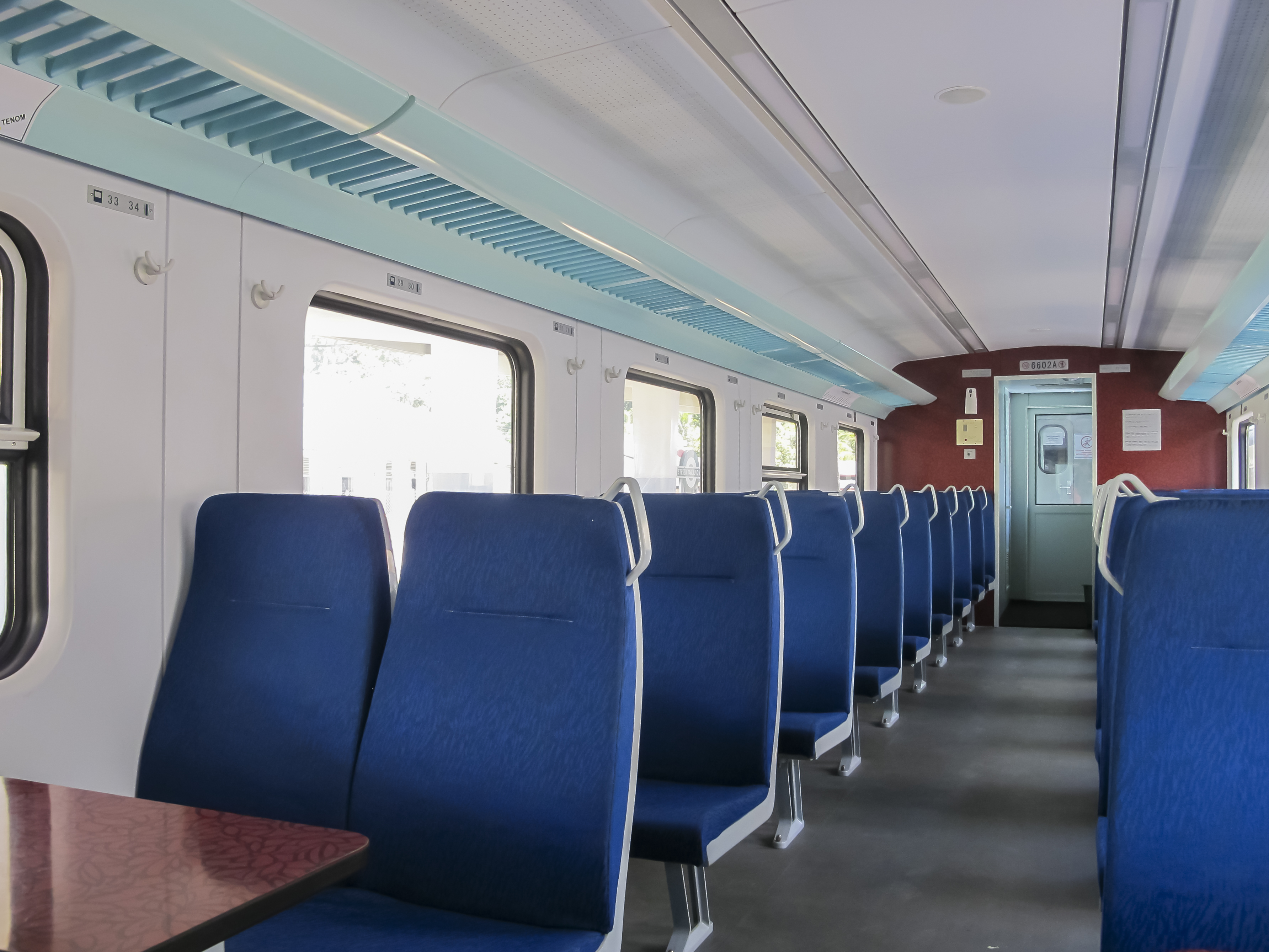
L'intérieur d'un train à la gare de Tanjung Aru.

Un système ferroviaire anciennement connu sous le nom de Chemin de fer de Bornéo du Nord est construit en 1896 par la Compagnie britannique de Bornéo du Nord,. Il est créé dans le but principal de transporter des marchandises de la Division Intérieure jusqu'au port de Jesselton (aujourd'hui Kota Kinabalu) pendant l’occupation britannique. Le chemin de fer part de la gare de Tanjung Aru à Kota Kinabalu et se rend jusqu'à Tenom en passant par plusieurs autres villes,. C'est le seul système ferroviaire opérant en Malaisie orientale,. Aujourd'hui le chemin de fer est connu sous le nom de « Ligne occidentale » et il est géré par la société du Chemin de fer d’État de Sabah qui fournit des services quotidiens pour les conducteurs, les voyageurs et pour le transport de marchandises. Une société distincte, également appelée le Chemin de fer de Bornéo du Nord, gère le circuit de loisir qui s'adresse principalement aux touristes. Ce service de train à vapeur antique ne fonctionne que le samedi et le mercredi matin de la gare de Tanjung Aru à la gare de Kinarut avant de faire demi-tour. En 2016, la gare de Tanjung Aru est transférée dans le complexe « Aeropod » avec un nouveau terminal et davantage d'aménagements publics.

#### Aérien
L'aéroport international de Kota Kinabalu (WBKK) est la plate-forme de correspondance principale de la compagnie Malaysia Airlines et la deuxième pour AirAsia et MASwings. Il a un seul terminal, il est le deuxième aéroport le plus fréquenté en Malaisie après celui de Kuala Lumpur et il est l'une des principales portes d'entrée de Sabah et de la Malaisie orientale,. En plus des vols intérieurs de Sabah et de Malaisie, l'aéroport sert également d'escale à des vols internationaux vers plusieurs villes du sud-est et du nord-est de l'Asie, comme Singapour ou Perth en Australie.

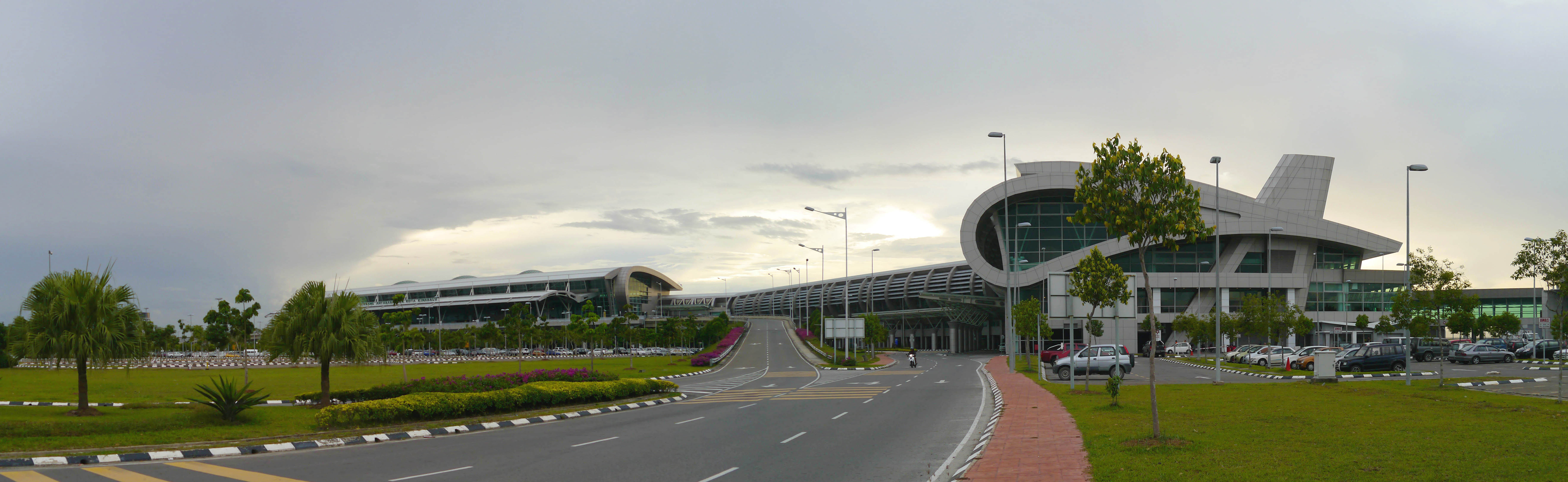
Panorama de l'aéroport international de Kota Kinabalu.

#### Maritime

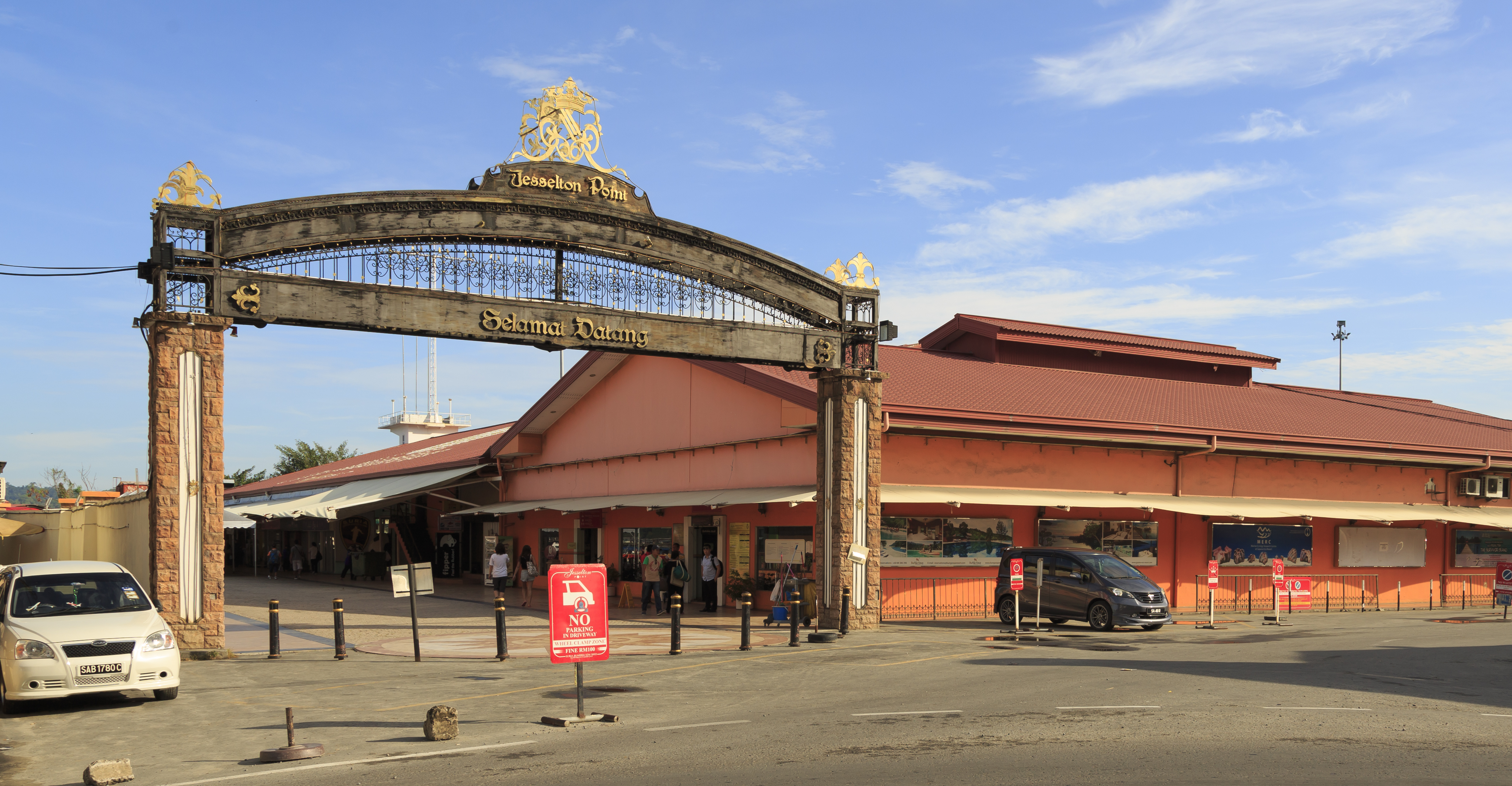
L'entrée du Jesselton Point.

Deux ports se trouvent à Kota Kinabalu : le port de Kota Kinabalu et le terminal conteneur de la baie de Sepanggar. Le port de Kota Kinabalu gère principalement le fret de marchandises, alors que le terminal de Sepanggar tient le rôle de base navale de la Marine royale malaisienne et de terminal pétrolier en plus de la manutention des marchandises conteneurisées. En 2004, le port de Kota Kinabalu a géré environ 3,6 millions de tonnes de fret, ce qui en fait le troisième port le plus important de Sabah après ceux de Sandakan et de Tawau. Cependant, en 2006, il a géré le plus grand nombre de conteneurs de l'État, avec 153 793 équivalent vingt pieds (EVP). Le port de Sepanggar a une capacité annuelle de 200 000 EVP lorsque son terminal conteneur est plein. Tous les ports de Sabah sont gérés et exploités par Sabah Ports Sdn Bhd.

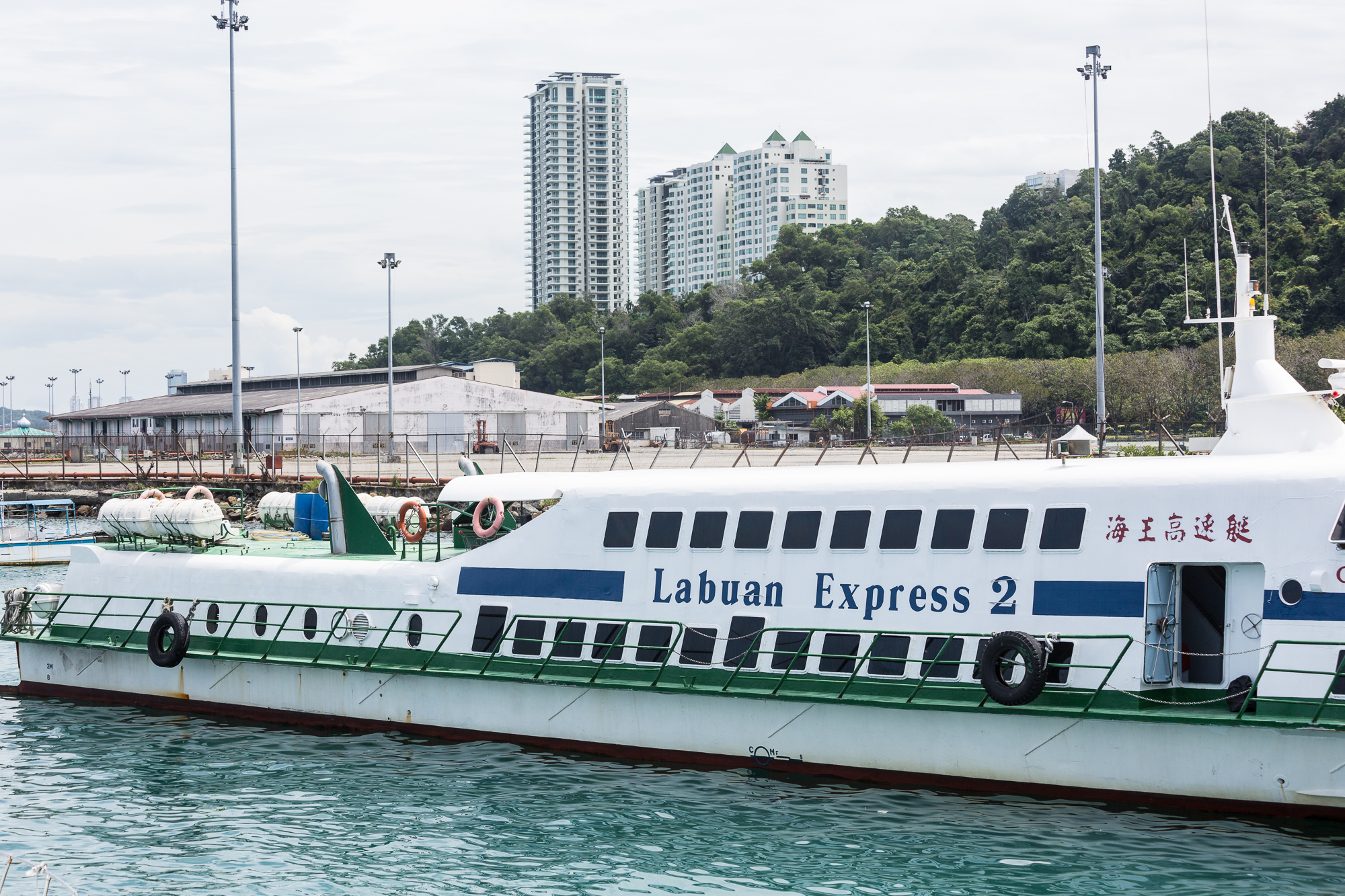
Un ferry en provenance de Labuan stationnant au terminal de ferry de Kota Kinabalu.

Le service de ferry de Kota Kinabalu est assuré à partir d'un terminal situé à Jesselton Point, fournissant des services de ferry et de bateau à moteur vers les îles voisines. Il propose également des services réguliers de transport de passagers vers Labuan.

## Toponymie

### «Kota»et«Kinabalu»

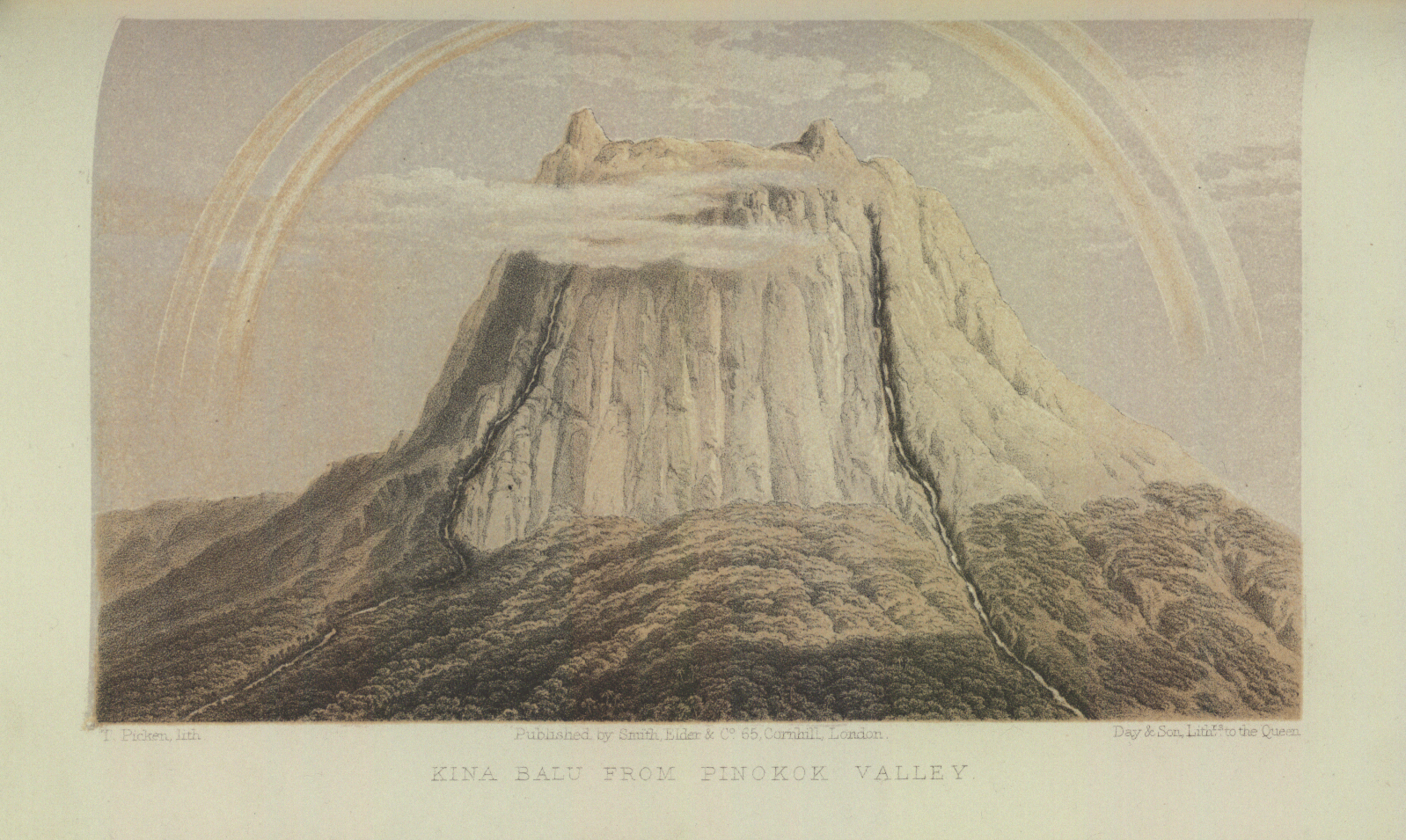
Kina Balu depuis la vallée de Pinokok, lithographie publiée en 1862.

Kota Kinabalu tire son nom du mont Kinabalu, situé à une cinquantaine de kilomètres au nord-est de la ville. Le terme Kinabalu est dérivé du nom Aki Nabalu signifiant « lieu vénéré des morts ». Aki signifie « ancêtre » ou « grand-père » et Nabalu est le nom de la montagne en dusun. Une autre source affirme que le terme provient de Ki Nabalu, où Ki signifie « avoir » ou « exister » et où Nabalu emporte l'idée d'« esprit des morts ».
Kota est le mot malais pour « fort », « village » ou « ville ». Il est également utilisé officiellement pour d'autres noms de villes ou de villages de Malaisie comme Kota Bharu, Kota Tinggi et Kota Kemuning. Il peut également être utilisé de manière informelle pour désigner n'importe quel village ou ville. Ainsi, une traduction directe du nom Kota Kinabalu en français pourrait être « Ville de Kinabalu » ou « Kinabalu Ville »,.

### Autres noms
En plus de Jesselton, Kota Kinabalu portait d'autres anciens noms. Le plus populaire est Api-Api ou simplement Api, lequel est le mot malais pour « feu ». Wendy Law Stuart écrit dans son ouvrage sur Bornéo du Nord, The Lingering Eye qu'« au musée de l'État de Sabah se trouve une carte néerlandaise de Bornéo et de Célèbes datée de 1657, sur laquelle la colonie se trouvant à l’emplacement de Jesselton est clairement appelée Api Api. Cela pourrait être lié à l'arbre du littoral aux racines qui respirent qui porte le même nom ». Cependant, certaines sources revendiquent que le nom Api Api provient du nom de la rivière proche appelée Sungai Api-Api. En chinois, la ville est toujours connue sous le nom de « Api », la prononciation hakka de l'idéogramme 亚庇,.
Un des autres noms historiques de Kota Kinabalu pourrait être Deasoka, ce qui signifie approximativement « sous le cocotier » en bajau. Les locaux de langue bajau auraient utilisé ce nom en référence à un quartier du sud de la ville où se trouvaient de nombreux cocotiers. Singgah Mata est également un des anciens noms de la ville, lequel signifie littéralement « œil de transit », ce qui pourrait être traduit vulgairement par « plaisant à l'œil ». Ce nom aurait été donné par les pêcheurs venus de l'île Gaya pour faire référence à la bande de terre qui constitue actuellement le centre ville de Kota Kinabalu. Aujourd'hui, tous ces noms ont été immortalisés sous la forme de noms de rues ou de bâtiments de la ville, comme la piste Deasoka, le centre Api-Api ou la rue Singgah Mata.

## Histoire

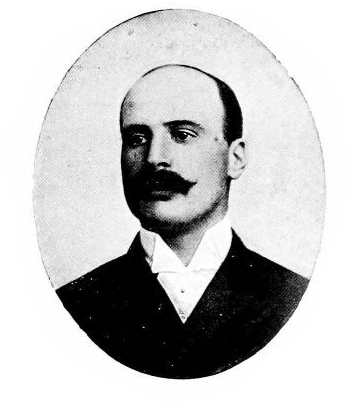
Charles Jessel, vice-président de la CBBN, d'après lequel Jesselton est nommée.

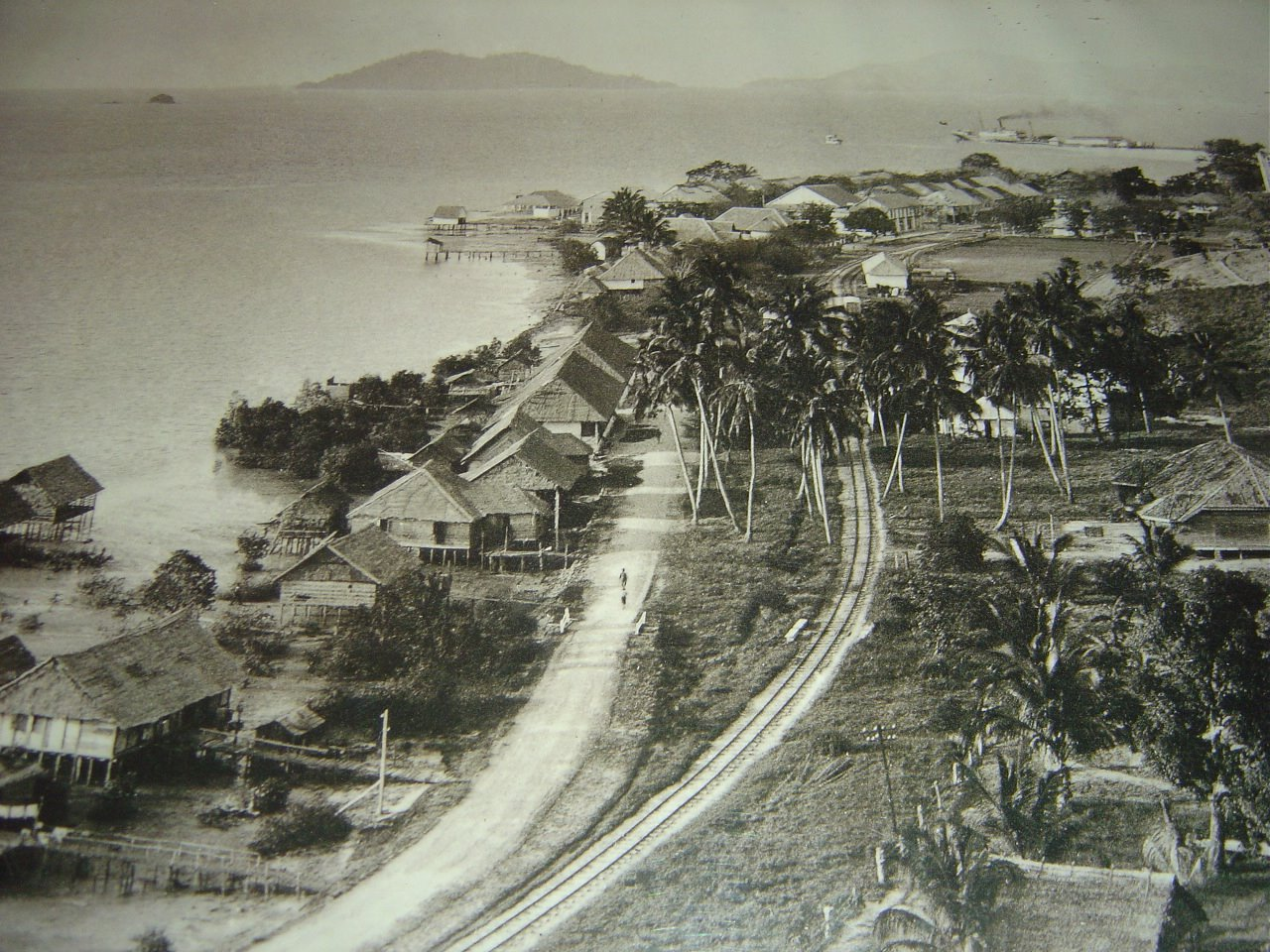
Jesselton vers 1911.

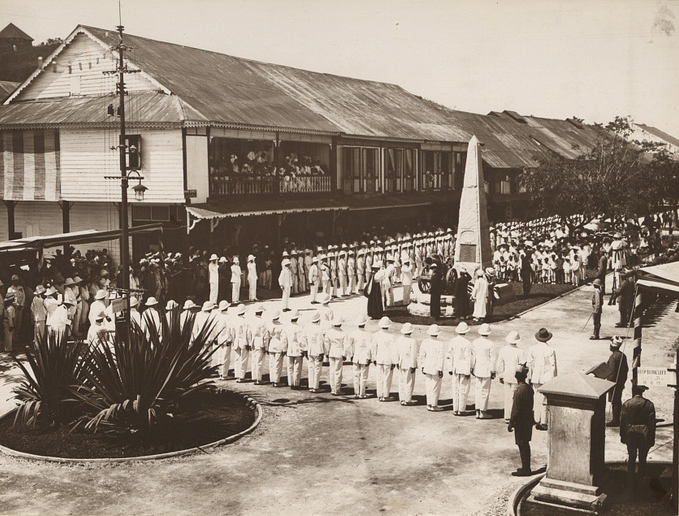
Le monument aux morts de Bornéo du Nord est érigé en 1923 à Jesselton en mémoire des soldats britanniques morts pendant la Première Guerre mondiale.

À partir du XVe siècle, l’emplacement de Jesselton est sous le contrôle de l'empire de Brunei,. À la fin des années 1800, la Compagnie britannique de Bornéo du Nord (CBBN) commence à établir des colonies à travers Bornéo du Nord. En 1882, la CBBN établit une colonie dans la zone connue alors sous le nom de Baie de Gaya, qui était déjà habitée par des Bajau. La toute première colonie se trouve sur l'île Gaya. En 1897, cette colonie est incendiée et détruite par le chef indigène bajau-suluk Mat Salleh.
Après cette destruction, en 1898, la CBBN décide de réinstaller la colonie sur le continent, plus facile à défendre, sur la baie gantienne, l'actuelle baie Sepanggar. Cependant cet emplacement se révèle être inapproprié et, en juillet 1899, Henry Walker, un commissaire aux terres, décide d'établir la colonie sur une zone de 30 acres en face de l'île Gaya. Le village de pêcheurs, appelé Api-Api, est choisi pour sa proximité avec le réseau de chemins de fer de l’État de Sabah et son havre naturel qui permet un bon ancrage, grâce à sa profondeur d'environ 7 mètres.

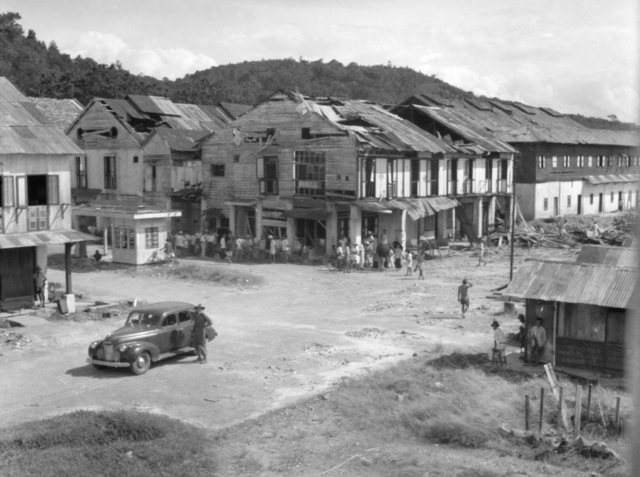
Dégâts dus aux bombardements de la ville de Jesselton pendant la Seconde Guerre mondiale dans le cadre de la campagne de Bornéo menée par les forces alliées en 1945.

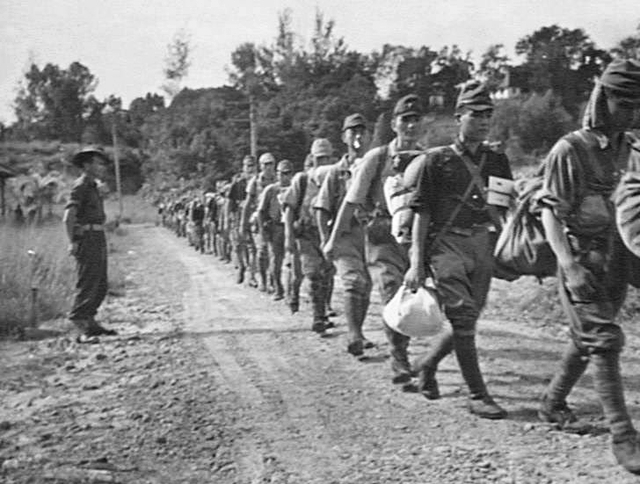
Les troupes japonaises désarmées marchant vers un camp de prisonniers de guerre à Jesselton après la capitulation du Japon face à la force impériale australienne le 8 octobre 1945.

À la fin de l’année 1899, certains bâtiments commencent à être construits, comme des boutiques, un quai et les établissements gouvernementaux. Ce nouveau centre administratif est renommé Jesselton d'après Sir Charles Jessel, le vice-président de la CBBN d'alors. Ainsi Jesselton devient un important point commercial de Bornéo du Nord, spécialisé dans le caoutchouc, le rotin, le miel et la cire,. Le chemin de fer de Bornéo du Nord est utilisé pour transporter les marchandises jusqu'au port de Jesselton. À cette époque les rébellions malaisiennes et bajau sont courantes et la CBBN met tout en œuvre afin de calmer les menaces pirates qui subsistent depuis longtemps dans cette région. Jesselton subit de très forts dégâts lorsqu'elle est rasée par les Britanniques pendant leur retraite du pouvoir japonais et elle en subit encore davantage lorsqu'elle est bombardée par les Alliés en 1945. Après la prise de Bornéo par les Japonais, la ville est de nouveau renommée Api. Plusieurs rébellions contre l'administration militaire japonaise ont lieu à Api. Une des plus importantes est celle menée le 10 octobre 1943 par un groupe nommé Guérillas de Kinabalu pendant la révolte de Jesselton de la part des habitants autochtones. Les forces japonaises arrivent à calmer la rébellion après l'arrestation et l'exécution du dirigeant du groupe, Albert Kwok, en 1944. À la fin de la guerre, ce qui reste de la ville est de nouveau détruit par des bombardements alliés durant nuit et jour pendant six mois dans le cadre de la campagne de Bornéo en 1945, ne laissant que trois bâtiments debout. La guerre à Bornéo du Nord se termine avec la capitulation officielle de la 37e armée japonaise par le lieutenant-général Masao Baba à Labuan le 10 septembre 1945.

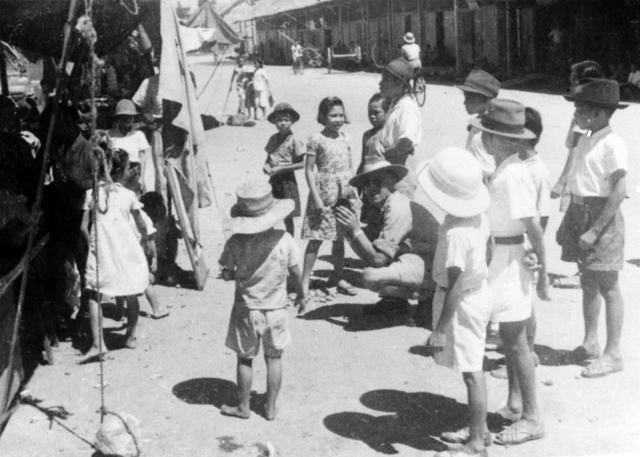
Des enfants filmés à Jesselton par un représentant du gouvernement australien un an après la guerre en 1946.

Après la guerre, au bord de la faillite, la CBBN retourne administrer Jesselton, mais elle est incapable de financer les importants coûts de reconstruction de la ville. Les responsables donnent alors le contrôle de Bornéo du Nord à la Couronne britannique le 18 juillet 1946. Le nouveau gouvernement colonial est élu pour reconstruire Jesselton et l’établir capitale de Bornéo du Nord à la place de Sandakan, ville également détruite par la guerre. L'administration de la colonie établit un plan, connu plus tard sous le nom de « Plan de reconstruction et de développement de l’office colonial de Bornéo du Nord : 1948-1955 » afin de reconstruire Bornéo du Nord. Ce plan fournit 6 051 939 £ pour reconstruire les infrastructures de Bornéo du Nord. Lorsque la Colonie de la Couronne de Bornéo du Nord avec le Sarawak, Singapour et la fédération de Malaisie, forment la Malaisie en 1963, elle devient connue sous le nom de Sabah et Jesselton reste sa capitale. Le 22 décembre 1967, l'assemblée législative de l'État de Sabah, sous la responsabilité du ministre en chef Mustapha Harun fait passer une note officialisant le renommage de Jesselton en Kota Kinabalu. Le village obtient le statut de ville le 2 février 2000.

## Politique et administration
En étant la capitale de l'État de Sabah, Kota Kinabalu joue un rôle majeur dans le bien-être politique et économique de l’entièreté de l’État. Elle est le siège du gouvernement de l’État où la plupart des ministères et des agences publiques se trouvent. La plupart des agences et départements fédéraux malaisiens sont également localisés à Kota Kinabalu. Les bâtiments de l’Assemblée Législative du Sabah se trouvent à proximité de la baie Likas. Y siègent quatre députés représentant les quatre circonscriptions parlementaires de la ville : Sepanggar, Kota Kinabalu, Putatan et Penampang. La ville élit également neuf représentants à la législature de l’État à partir des districts de la ville que sont Karambunai, Inaman, Likas, Api-Api, Luyang, Tanjung Aru, Petagas, Kepayan, Segama, Menggatal, Tuaran, Lido et Moyog.

### Autorités locales

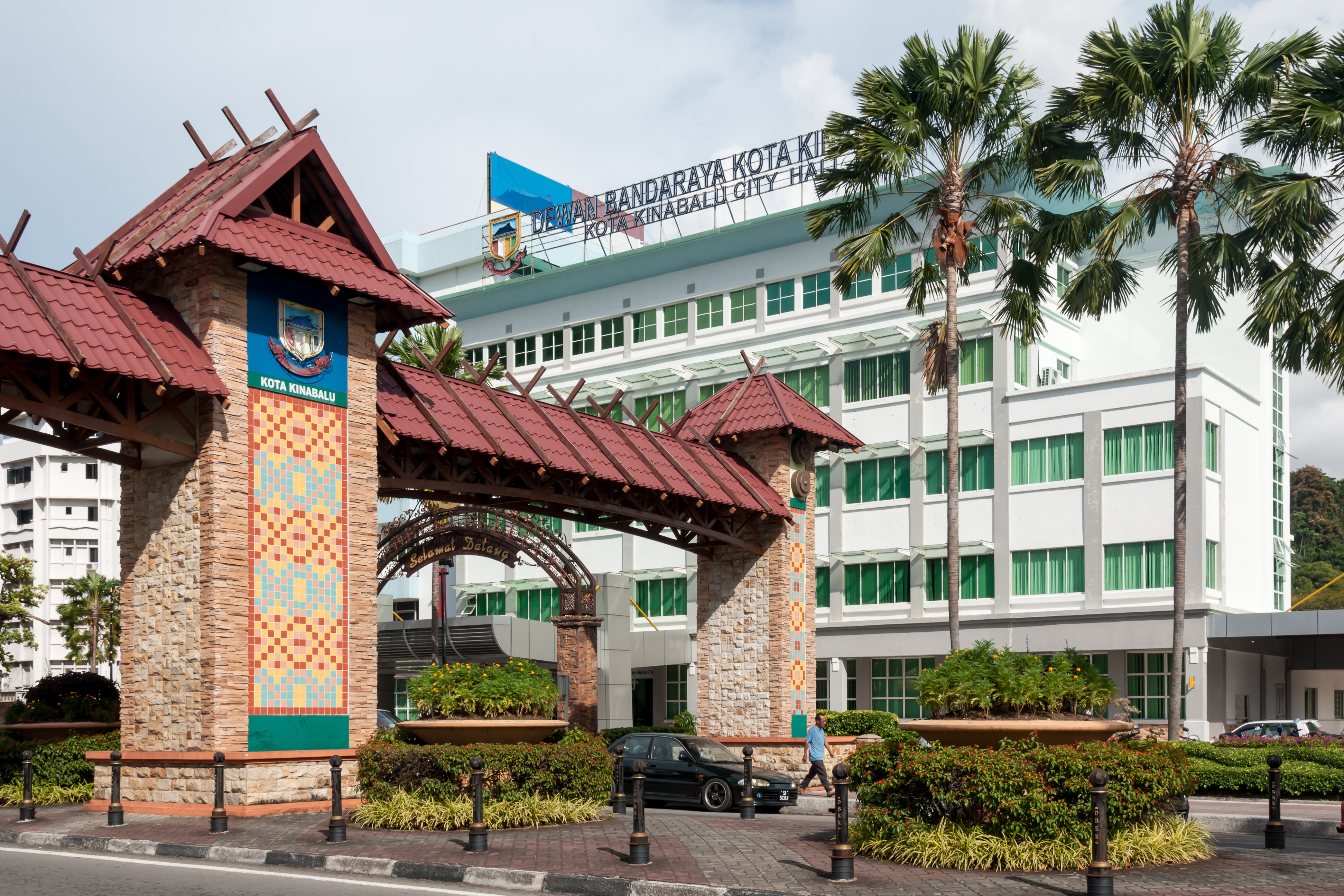
L'hôtel de ville de Kota Kinabalu.

La ville est administrée depuis l'hôtel de ville de Kota Kinabalu. Le maire actuel est Nordin Siman, qui succède à Yeo Boon le 1er janvier 2019. Le second maire de la ville est Illiyas qui succède à Abdul Ghani Rashid en 2006. La ville obtient le statut de ville le 2 février 2000, et avant cela elle était administrée par le Majilis Perbandaran Kota Kinabalu, c'est-à-dire le conseil municipal de Kota Kinabalu.

### Limites de la ville
Les limites de la ville sont les mêmes que celles du district, anciennement la municipalité, de Kota Kinabalu. Avec une superficie de 351 km2, il s'agit du district le plus petit mais le plus peuplé de l'État de Sabah. Elle englobe Tanjung Aru et Kepayan au sud et s'étend jusqu'à Telipok et Sepanggar au nord. La zone urbaine s'étend également dans le district de Penampang au sud de la frontière de la ville, lequel comprend les villes de Donggongon et Putatan. La région formée par le district de Kota Kinabalu et les zones habitées adjacentes de Penampang et de Putatan est connue sous le nom de Grand Kota Kinabalu. Le district de Penampang a une superficie de 466 km2 et est administré par le Conseil du District de Penampang.
Parfois, principalement pour les habitants, le terme Kota Kinabalu ne désigne que le centre-ville ou le quartier central des affaires proche de la mer, en face de l'île de Gaya. Le terme peut également définir l'aire urbaine comprenant les zones d'influence de Kota Kinabalu et des villes environnantes de Papar et Kinarut au sud et de Tuaran et Tamparuli au nord.

### Relations internationales et jumelage

#### Consulats et partenariat
Plusieurs pays possèdent des consulats à Kota Kinabalu, dont l'Australie, le Brunei, la Chine, la Tchéquie, le Danemark, la France, la Finlande, l'Indonésie, le Japon, la Norvège, la Roumanie, la Slovaquie, l'Espagne, la Suède et le Royaume-Uni. En 2018, la Russie crée à Kota Kinabalu une filiale du Centre russe des sciences et de la culture afin d'étendre le partenariat existant entre le Malaisie et la Russie dans les domaines de la culture, de l'économie et de l'éducation,.

#### Jumelage
Kota Kinabalu est jumelée avec quinze villes de neuf pays différents :
| - Rockingham (Australie) depuis 2006 - Hangzhou (Chine) depuis 2016, - Heyuan (Chine) depuis 2013, - Jiangmen (Chine) depuis 2015, - Wuhan (Chine) depuis 2015, - Xi'an (Chine) depuis 2019, - Zhangjiagang (Chine) depuis 2010 - Antananarivo (Madagascar) depuis 2019 - Vladivostok (Russie) depuis 2015 - Yongin (Corée du Sud) depuis 2010, - Yeosu (Corée du Sud) depuis 2015 - Taipei (Taïwan) depuis 2017 - Taoyuan (Taïwan) depuis 2017, - Ratchaburi (Thaïlande) depuis 2019 - Portland (États-Unis) depuis 2016 - Luganville (Vanuatu) depuis 2013                                                      | Carte du Monde · La commune de Rockingham en Australie · La commune de Hangzhou en Chine · La commune de Heyuan en Chine · La commune de Jiangmen en Chine · La commune de Wuhan en Chine · La commune de Xi'an en Chine · La commune de Zhangjiagang en Chine · La commune d'Antananarivo à Madagascar · La commune de Vladivostok en Russie · La commune de Yongin en Corée du Sud · La commune de Yeosu en Corée du Sud · La commune de Taipei à Taïwan · La commune de Taoyuan à Taïwan · La commune de Ratchaburi en Thaïlande · La commune de Portland aux États-Unis · La commune de Luganville au Vanuatu |
| Carte du Monde · La commune de Rockingham en Australie · La commune de Hangzhou en Chine · La commune de Heyuan en Chine · La commune de Jiangmen en Chine · La commune de Wuhan en Chine · La commune de Xi'an en Chine · La commune de Zhangjiagang en Chine · La commune d'Antananarivo à Madagascar · La commune de Vladivostok en Russie · La commune de Yongin en Corée du Sud · La commune de Yeosu en Corée du Sud · La commune de Taipei à Taïwan · La commune de Taoyuan à Taïwan · La commune de Ratchaburi en Thaïlande · La commune de Portland aux États-Unis · La commune de Luganville au Vanuatu | |

## Équipements et services publics

### Législation

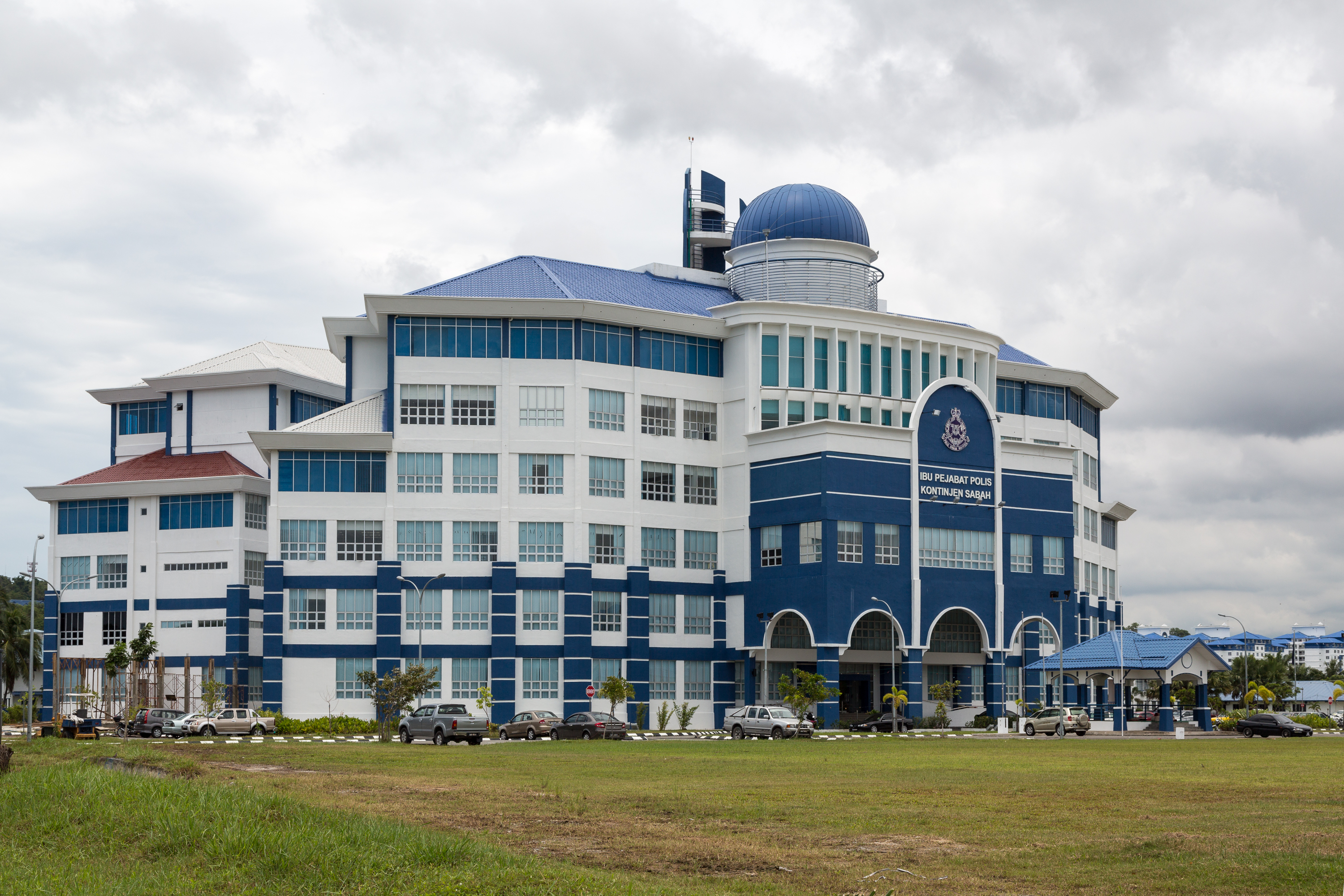
Le quartier général de la police de Sabah.

Le complexe judiciaire de Kota Kinabalu se trouve le long de la Kebajikan Road. Il comprend trois Hautes Cours, six tribunaux magistraux, six tribunaux de session, dont le Tribunal des Infractions Sexuelles sur les Enfants, et une cour fédérale. Un autre tribunal pour la charia se situe dans le quartier de Sembulan.
Le quartier général du contingent de la police de Sabah est situé à Kepayan. Il y a deux districts de quartiers généraux dans la ville : le siège de la police du district de Kota Kinabalu situé à Karamunsing et le siège de la police du district de Penampang. Les deux opèrent également comme postes de police. Les autres postes de police se trouvant à Kota Kinabalu se trouvent à Tanjung Aru, Putatan et Manggatal. Des postes de polices secondaires se trouvent également à Luyang, Likas, Telipok et Babagon. Le siège de la police est situé le long de Lorong Dewan, près de la rue Gaya, et le siège de la police fluviale se trouve près du terminal de ferry de la ville, le long de la Tun Razak Road.
La prison centrale de Kota Kinabalu se situe dans le quartier de Kepayan. Toutefois, des cellules temporaires se trouvent dans la plupart des postes de police de la ville.

### Santé

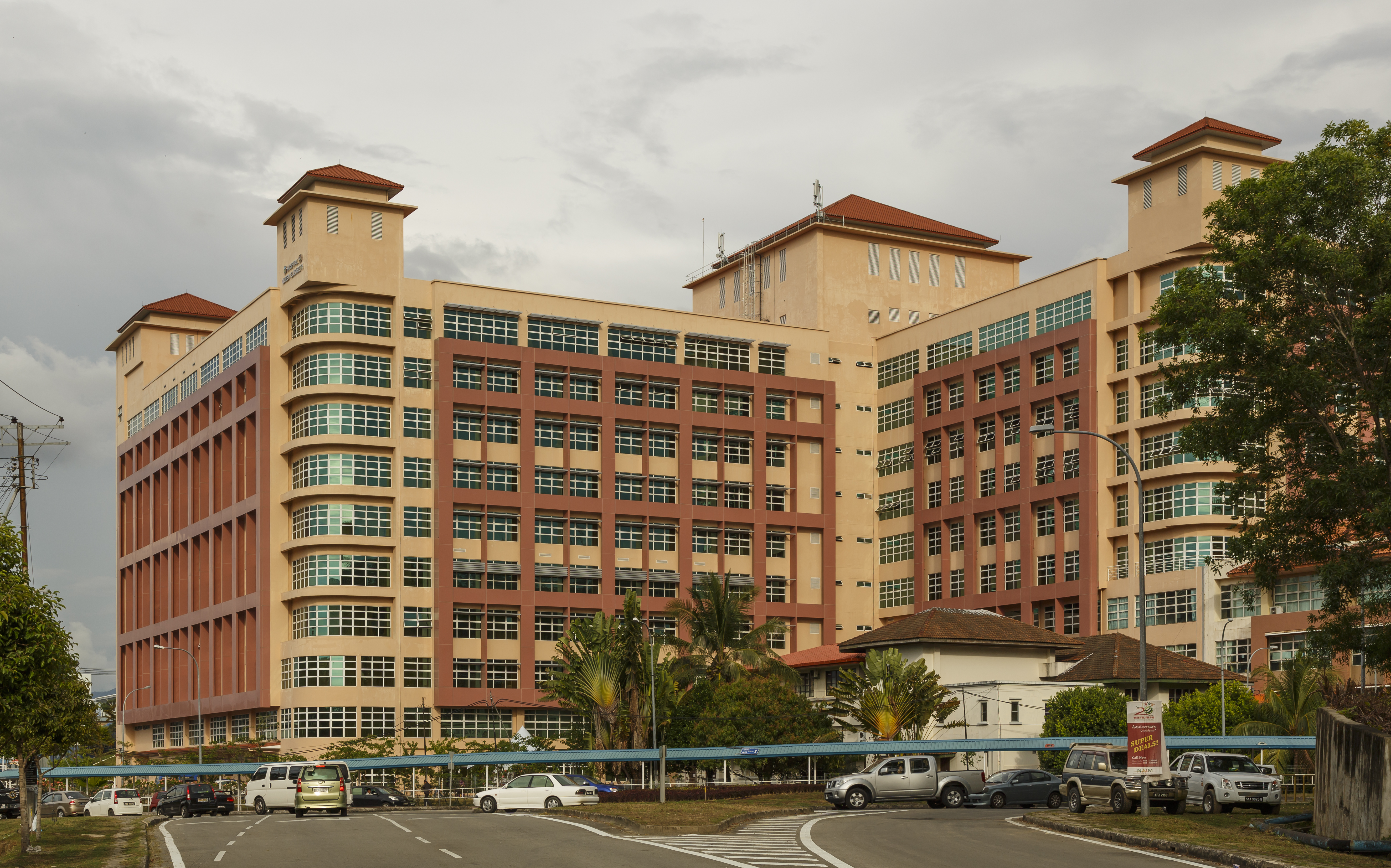
Le Queen Elizabeth General Hospital.

La ville de Kota Kinabalu compte trois hôpitaux publics, six cliniques publiques, deux cliniques de santé maternelle et infantile, six cliniques de village, une clinique mobile et six cliniques privées,. 
Le Queen Elizabeth General Hospital, qui se situe le long de la Penampang Road et qui est nommé d'après la reine du Royaume-Uni, Élisabeth II, est le plus grand centre hospitalier public de l’État avec une capacité de 589 lits. Construit en 1957, il s'agit du centre de santé le plus important de la ville et l'un des trois hôpitaux généraux de Sabah. 
Le Queen Elizabeth Hospital II, deuxième hôpital principal utilisé essentiellement pour les maladies de cœur, est créé après l’acquisition de l'ancien bâtiment du Sabah Medical Center en 2009. 
L'hôpital Wanita, dans le quartier de Kanak-Kanak, sert de référence pour les femmes et les enfants. 
L'hôpital Mesra Bukit Padang, ouvert en 1971, fournit des services psychiatriques à l'ensemble de l’État.
Le KPJ Specialist Hospital est le plus grand hôpital privé de Kota Kinabalu, avec une capacité de 245 lits. Les cinq autres grands établissements de santé privés sont le Gleneagles qui peut accueillir 200 lits, le Jesselton Medical Center et ses 73 lits, le Damai Specialist Center avec 56 lits et le Rafflesia Medical Centre avec 33 lits,,,.

### Éducation

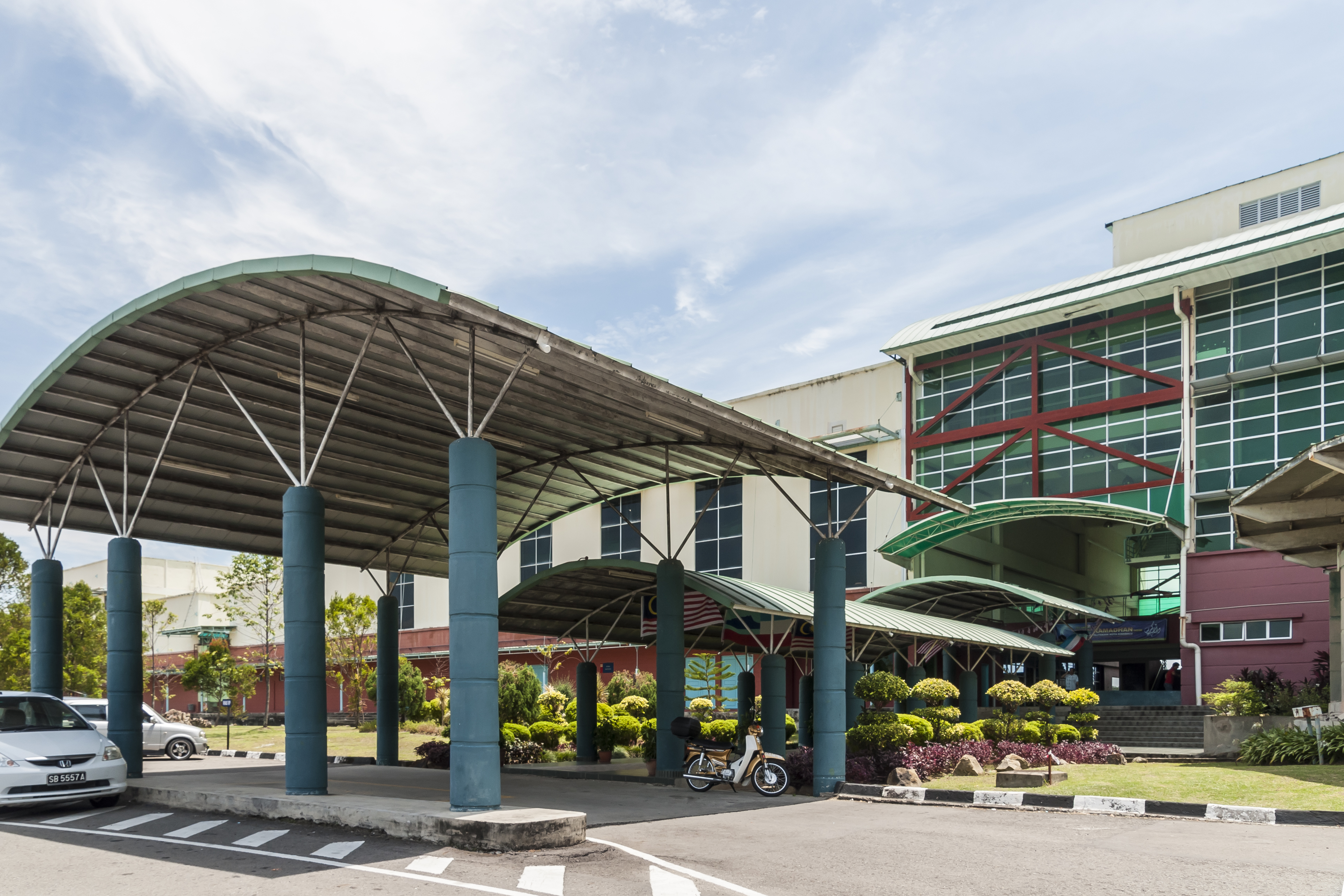
L'école polytechnique de Kota Kinabalu.

Il y a de nombreuses écoles gouvernementales et étatiques dans la ville et ses alentours. Parmi les internats les mieux établis et les plus prestigieux de Sabah se trouve le Sekolah Menengah Sains Sabah, officiellement connu sous le nom de Sekola Berasrama Penuh Sabah (SBPS), dont les locaux se situent à Kota Kinabalu, dans le quartier de Bukit Padang. Les autres écoles secondaires à Kota Kinabalu, sont le lycée KK, le lycée La Salle, le Shan Tao, le Taman Tun Fuad, le lycée de Likas, le Kebangsaan Perempuan de Likas, le Couvent de Saint-François, le lycée de tous les Saints, le lycée Stella Maris, le lycée Saint-Michel, le Maktab Sabah, le Lok Yuk, le Kebangsaan Agama Kota Kinabalu et Kebangsaan Agama Tun Ahmadshah.
La ville comprend également des écoles privées indépendantes. Parmi celles-ci se trouvent le lycée Sabah Tshung Tsin, l'école intermédiaire de Kian Kok, le Maktab Nasional et le Seri Insan.
Généralement les cours commencent à 7 h et se terminent à 13 h, sauf pour les internats où les cours commencent dès 6 h 30 et se terminent à 14 h. À partir de 7 ans, les enfants doivent suivre un enseignement primaire qui est constitué de six années d'apprentissage,. À 13 ans, ils peuvent poursuivre leurs études dans le premier cycle du secondaire pendant trois ans,. Après avoir terminé leur examen du premier cycle du secondaire, les élèves entrent dans le deuxième cycle, où ils seront orientés vers les sciences ou les arts en fonction de leurs résultats,. Les élèves qui choisissent d'étudier dans des internats étudieront forcément les sciences,. Il y a actuellement quatre internats dans l’État de Sabah.
À Kota Kinabalu il existe deux écoles internationales où les élèves suivent le cursus scolaire britannique. L'école internationale de Sayfol Sabah enseigne de la maternelle jusqu'à l'examen du A-level, passé aux alentours de 18 ans. Cette école est la sœur de la prestigieuse et établie école internationale Sayfol de Kuala Lumpur. L'école internationale Kinabalu (EIK) fait partie de la fédération des écoles internationales britanniques d'Asie du Sud et de l'Est. Les deux écoles primaires se trouvent à Bukit Padang. Les deux autres écoles internationales de Kota Kinabalu sont japonaise et indonésienne,. Ces deux écoles accueillent des enfants d'expatriés japonais et indonésiens travaillant et vivant dans la ville.

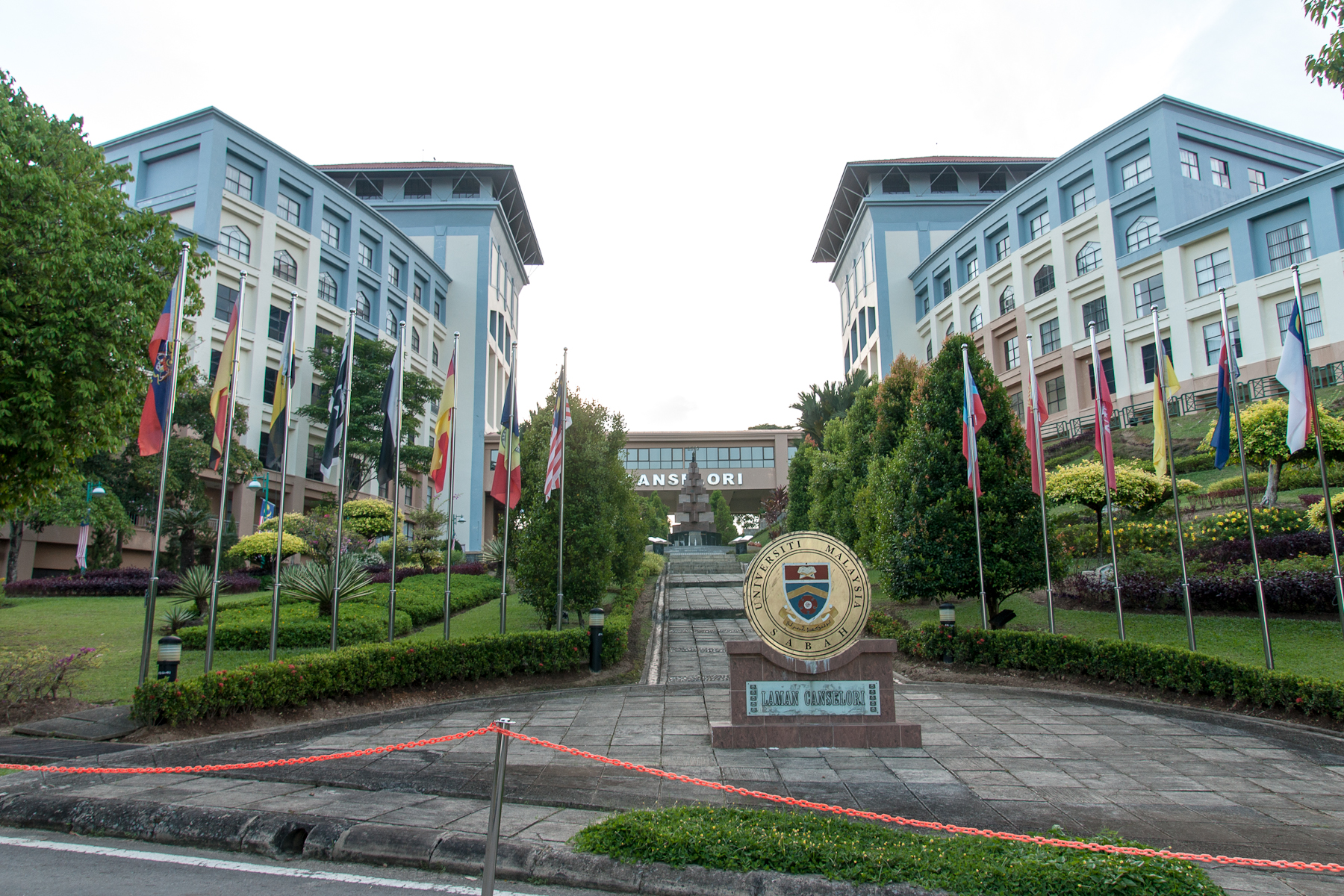
Le bâtiment du Chancellor de l'université malaisienne de Sabah.

L'université malaisienne de Sabah (UMS), fondée en 1994, est la plus grande université de l'État. Son campus principal se situe sur un terrain de 4,04 km2 sur une colline qui fait face à la mer de Chine méridionale sur la baie de Sepanggar, à environ 10 kilomètres au nord du centre-ville. En 2010 un jardin botanique de 6 hectares est créé pour le campus. L'université possède des campus secondaires à Labuan et à Sandakan. L'université la plus ancienne de Sabah est l'université technologique MARA fondée en 1973. Elle est certifiée par la mairie de Kota Kinabalu comme une université sans déchet.
La ville comprend également des collèges privés et une école polytechnique qui sont l'université Tun Abdul Razak, le collège AlmaCrest International, le collège INTI, l'école de commerce de Kinabalu, le Jesselton College, le collège d'informatique, l'école polytechnique de Kota Kinabalu, et l'institut Sinaran. Beaucoup de résidents envoient toutefois leurs enfants poursuivre leurs études outre-mer.

### Bibliothèques
Le siège de la bibliothèque d'État de Sabah est situé au croisement de Tasik Road et de Maktab Gaya Road tandis que sa principale succursale à Tanjung Aru est prise entre Perdana Park et la place Tanjung Aru le long de la Mat Salleh Road. Les autres bibliothèques publiques de Kota Kinabalu sont la bibliothèque régionale, celle de Penampang et celle de Menggatal. Elles sont toutes gérées par le département de la bibliothèque de l’État de Sabah. Les autres bibliothèques privées se trouvent dans les écoles, les lycées et les universités.

### Point d'accès public à Internet
Le 23 septembre 2017, le point d'accès public à Internet de la ville de Kota Kinabalu est officiellement annoncé. Aussi bien les habitants que les touristes peuvent l'utiliser pour obtenir un accès gratuit à Internet via la fibre haute vitesse grâce à un câble sous-marin nouvellement installé reliant l'ouest à l'est de la Malaisie. Chaque utilisation donne droit à 10 Go sans limite d'accès tous les jours.

## Population et société

### Démographie
Il n'existe aucun adjectif, ou gentilé, officiel ou populaire pour qualifier les habitants de Kota Kinabalu. En général ils se font appeler « orang KK », où orang signifie « personne » ou « peuple » en malais. Les termes « KK-ites » et « KK-ians » sont également utilisés dans une mesure très limitée. Les habitants de Sabah sont les Sabahians.

#### Ethnies et religion
| Groupes ethniques de Kota Kinabalu, 2010                                  | Groupes ethniques de Kota Kinabalu, 2010 | Groupes ethniques de Kota Kinabalu, 2010 |
| Ethnie                                                                    | Population                               | Pourcentage                              |
| ------------------------------------------------------------------------- | ---------------------------------------- | ---------------------------------------- |
| Chinois                                                                   | 93 429                                   | 20,67 %                                  |
| Bajau                                                                     | 72 931                                   | 16,13 %                                  |
| Kadazans-Dusuns                                                           | 69 993                                   | 15,48 %                                  |
| Autres Bumiputeras                                                        | 59 607                                   | 13,19 %                                  |
| Malais brunéiens                                                          | 35 835                                   | 7,93 %                                   |
| Muruts                                                                    | 2 518                                    | 0,56 %                                   |
| Indiens                                                                   | 2 207                                    | 0,49 %                                   |
| Autres                                                                    | 5 482                                    | 1,21 %                                   |
| Non-Malais                                                                | 110 556                                  | 24,46 %                                  |
| Source : Recensement de 2010 du département des statistiques de Malaisie. |                                          |                                          |

Le recensement malaisien de 2010 estime la population de Kota Kinabalu à 452 058 individus. La population actuelle de la ville est un mélange de différentes ethnies. Les habitants non malaisiens forment le plus grand groupe ethnique de la ville avec 110 556 personnes, suivis par les Chinois avec 93 429 personnes, les Bajau avec 72 931 personnes, les Kadazans-Dusuns avec 69 993 personnes, les autres Bumiputeras avec 59 107 personnes, les Malais brunéiens avec 35 835 personnes, les Muruts avec 2 518 personnes, les Indiens avec 2 207 personnes et enfin les 5 482 personnes restantes issues de divers groupes ethniques,. La majeure partie de la population chinoise est issue des Hakkas et réside principalement dans le quartier de Luyang. Une importante partie de cette population est constituée de Cantonais et de petites communautés hoklos et foochows dispersées dans tous les quartiers de la ville. La plupart des Foochows sont venus dans l'État de Sabah en provenance de l'État voisin, le Sarawak. Le district de Penampang est principalement peuplé de Kadazans, alors que les Bajau et les Dusuns résident à Likas, Sembulan, Inaman, Manggatal, Sepanggar et Telipok.

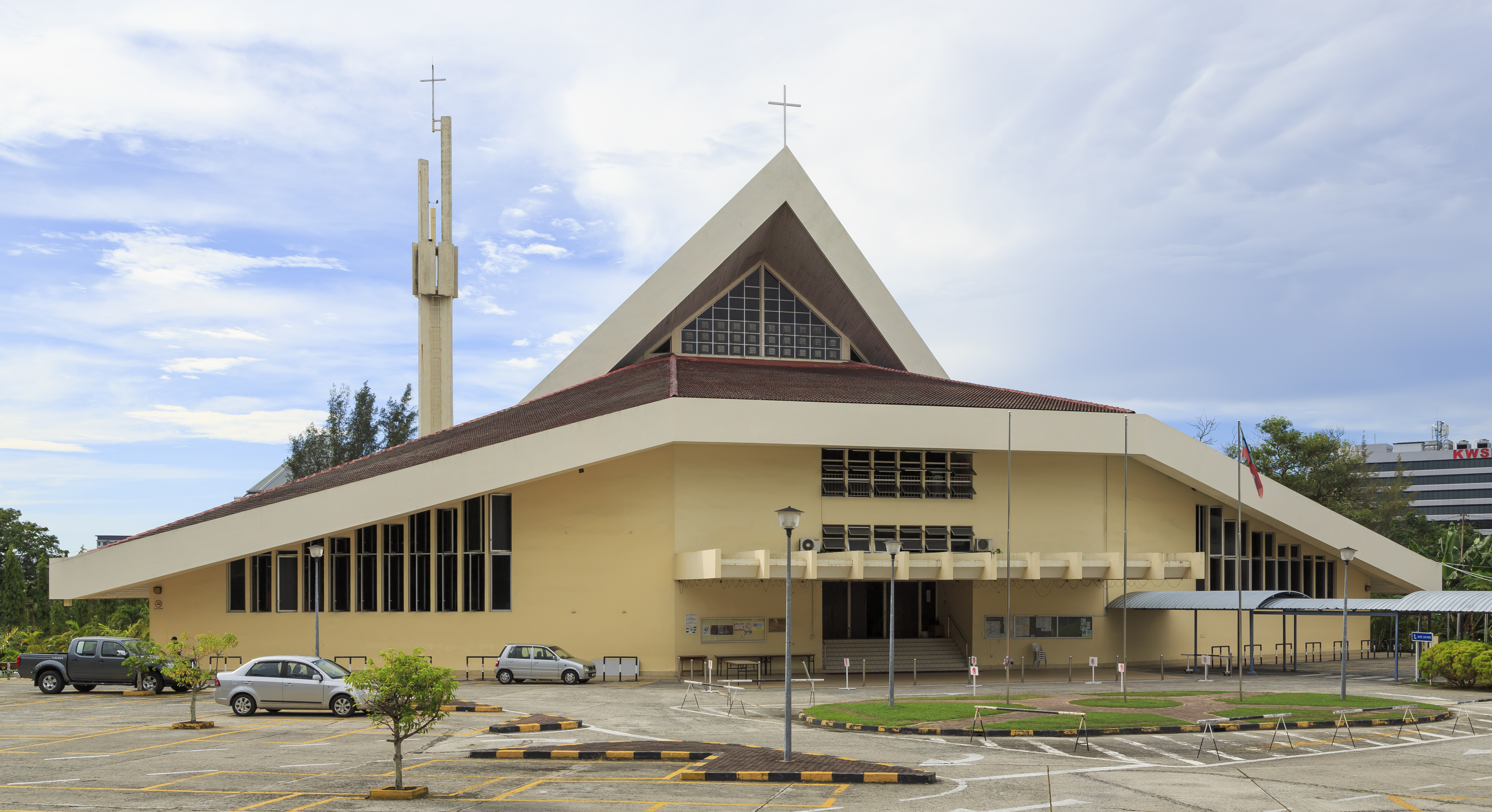
La Cathédrale du Sacré-Cœur de Kota Kinabalu.

Les Malais brunéiens, les Bajau et les Suluks sont musulmans. Les Kadazans-Dusuns, les Muruts, les Rungus et les Lun Bawang pratiquent principalement une forme populaire du christianisme, de l'islam et de l'animisme, tandis que les Chinois sont principalement bouddhistes, taoïstes et chrétiens. La ville contient de nombreuses églises catholiques romaines, luthériennes, anglicanes, évangéliques et méthodistes. Quelques groupes d'Hindous, de Sikhs, d'animistes et de laïques peuplent également Kota Kinabalu.

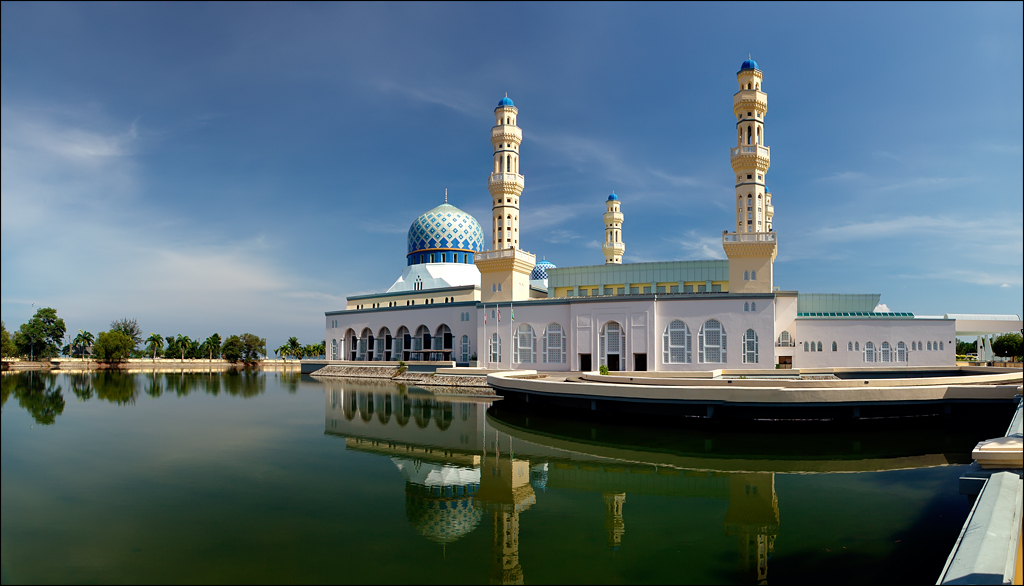
La Mosquée de Kota Kinabalu.

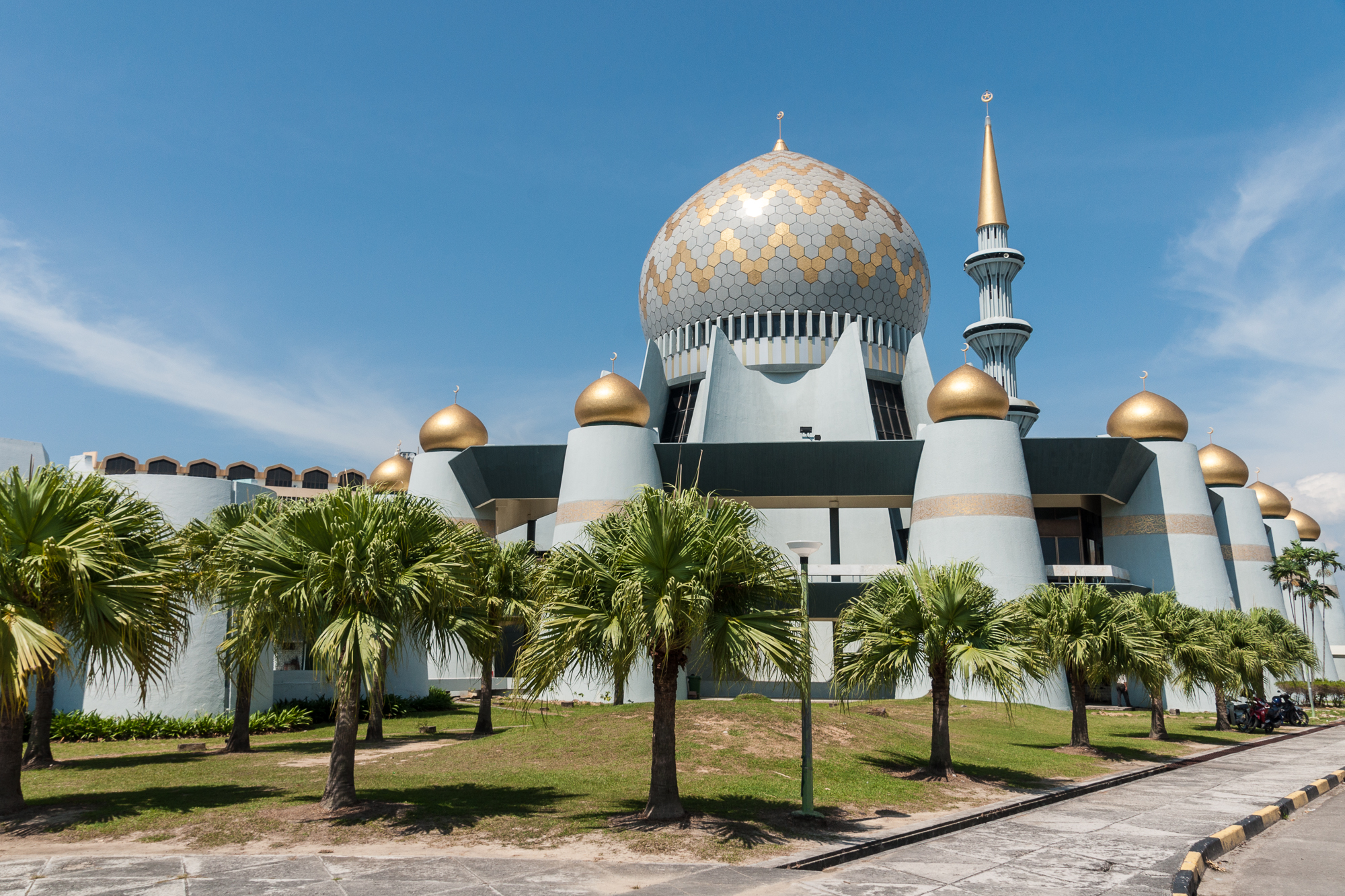
La Mosquée de l'État de Sabah, autre lieu de culte de la ville.

Une assez importante partie de la population de Kota Kinabalu est constituée de Philippins. La première vague de migrants est arrivée à la fin du XVe siècle lors de la colonisation espagnole, tandis qu'une autre vague est arrivée au début des années 1970, chassée des Philippines par les incertitudes politiques et économiques qui y régnaient. La plupart de ces migrants ont obtenu la nationalité malaisienne. Cependant, il y a encore des Philippins qui vivent dans la ville sans papiers d'identité en tant qu'immigrants clandestins. La plupart de ces Philippins sont des Suluks parlant le chavacano provenant des îles méridionales des Philippines. La ville compte également des migrants venant d'Indonésie.

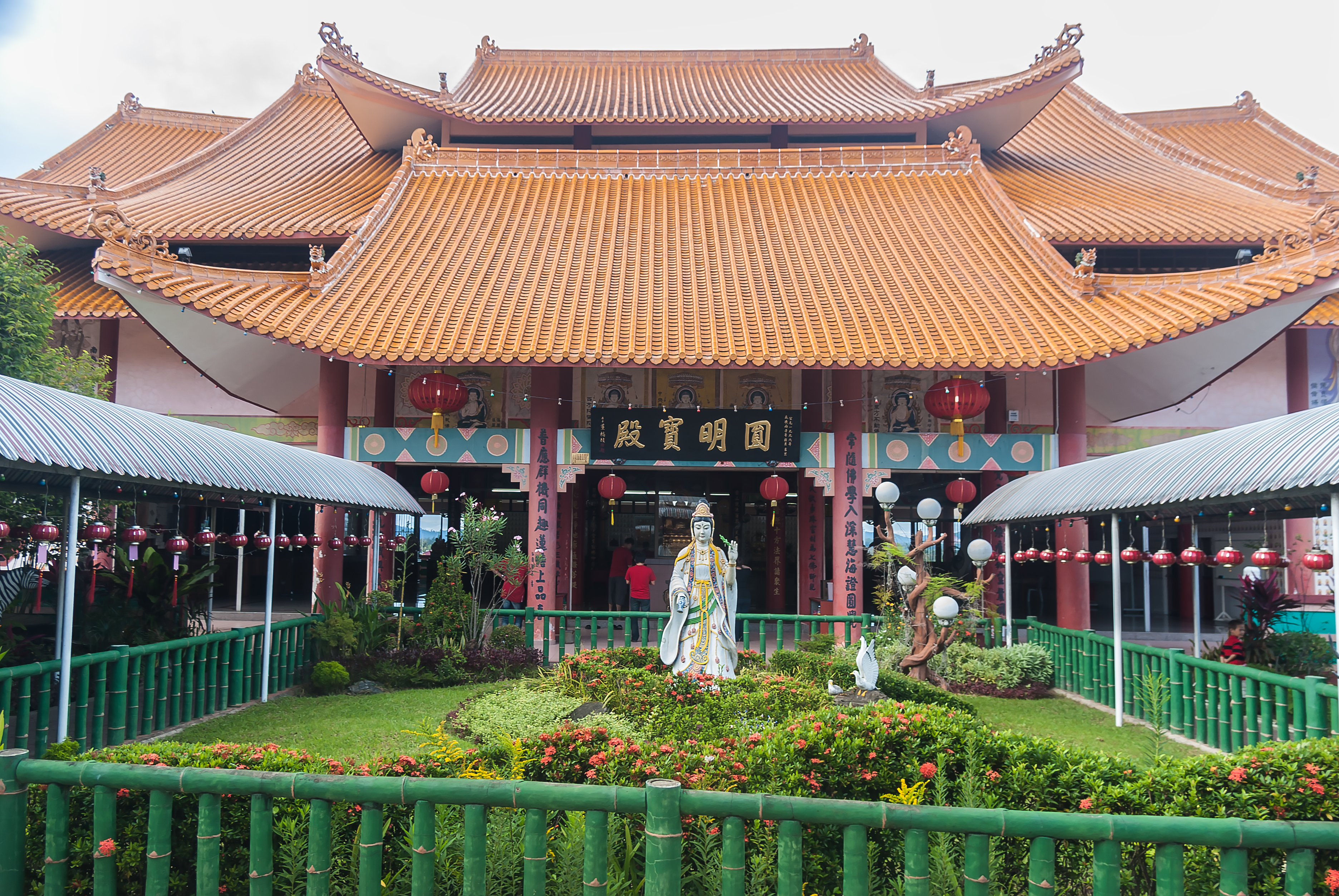
Le temple bouddhiste de Pu Tuo Si.

Une petite population d'Indiens, de Pakistanais et d'Eurasiens est également dispersée dans toute la ville. Plus récemment, le nombre d'expatriés vivant dans la ville, de manière temporaire ou permanente, a également augmenté. La plupart d'entre eux viennent de Chine, de Corée du Sud, du Japon, d'Australie, de Taïwan et d'Europe. Les mariages mixtes ne sont pas rares et les mariages entre Kadazans et Chinois sont les plus fréquents. Les descendants métis de ces unions sont appelés « Sino-Kadazans » ou simplement « Sinos ».

#### Langues
Les habitants de Kota Kinabalu parlent principalement le malais, plus particulièrement un créole Sabahian. Cependant, comme presque 50 % des résidents de Kota Kinablu sont des descendants chinois, les langues chinoises sont également largement parlées. Parmi toutes les langues chinoises, les plus parlées sont le hakka de Huizhou et le mandarin. En outre, la plupart de ces Chinois maîtrisent le cantonais, même si leur niveau de fluidité est considérablement variable. Presque tous les résidents sont également capables de parler anglais, en particulier les jeunes. Cependant, certains ont du mal à le parler couramment en raison d'un vocabulaire limité et du manque général d'utilisation, parmi les Sabahians, de la langue anglaise en tant que lingua franca conversationnelle.
Le nombre de locuteurs de langue kadazan-dusun semble avoir connu une baisse significative dans l'ensemble du Sabah, en particulier dans les grandes villes comme Kota Kinabalu. Cependant, des efforts sont entrepris pour relancer l'usage de cette langue. Depuis les années 1990 le kadazan est considéré comme une langue en voie de disparition, de même que la culture ethnique des Kadazans.

### Sport

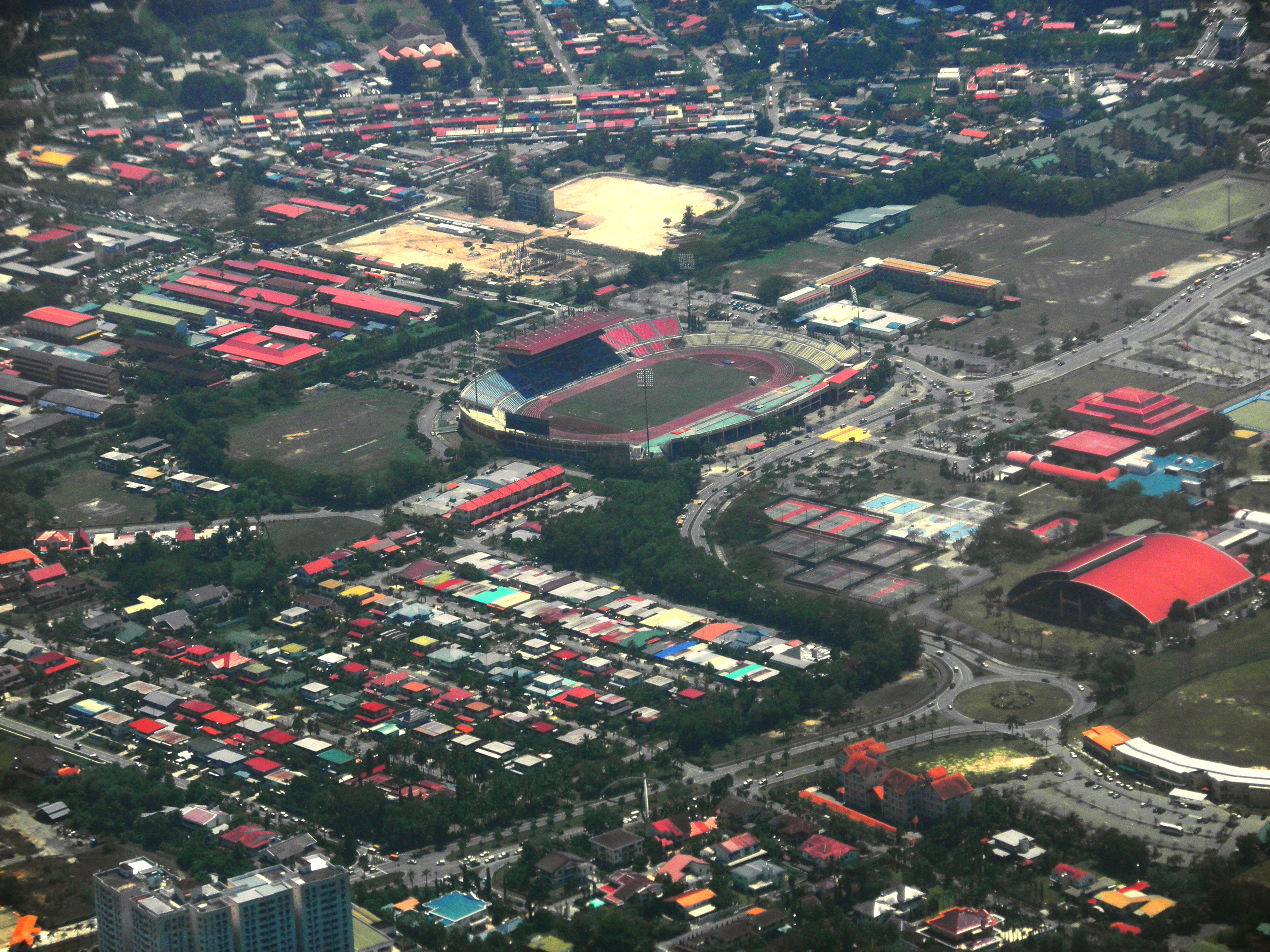
Vue aérienne du complexe sportif de Likas, comprenant notamment le Likas Stadium, qui est le stade de résidence du Sabah FA.

Le complexe sportif de Likas à Kota Kinabalu présente diverses installations sportives et récréatives à l'usage du public. Il dispose, entre autres, d'un stade de football de 20 000 places, de terrains de badminton, de tennis et de squash, d'un gymnase, d'une piscine olympique, d'un practice, de terrains de hockey et d'un nouveau parc nommé Youth Challenge, composé d'un skatepark de standard international et d'un centre d'escalade en salle. Il s'agit du plus grand complexe sportif de l'État et il accueille de nombreux événements sportifs nationaux et internationaux. Le Likas Stadium est le stade de résidence du Sabah FA, aussi connu sous le nom des SabaHawks,. Un autre complexe sportif comprenant également un stade de football de grande taille se trouve à Penampang.
Kota Kinabalu compte quatre terrains de golf : celui du club de Sabah à Bukit Padang, celui du club de Kinabalu à Tanjung Aru, celui du club du port de Sutera et celui du club de Karambunai.
La ville de Kota Kinabalu a hébergé de nombreux événements sportifs nationaux comme les Sukma Games de 2002 et des tournois internationaux comme les Championnats du monde de karaté 1994, et les Finales des Masters de badminton 2008,. La ville sert également chaque année de point de départ du Safari de Bornéo en 4×4. Kota Kinabalu est également l'un des circuits de F2 de la coupe du monde de motonautisme organisée par la UIM chaque année en décembre depuis 2007.

### Musique
Le KK Jazz Festival, un des principaux festivals de jazz d'Asie, se déroule tous les ans à Kota Kinabalu. Des artistes internationaux tels que le Vénézuélien Son2nos, la diva de jazz sud-coréenne primée Youn Sun Nah, la Junk Unit de Hong Kong, les Double Unit de Malaisie ou encore Atilia et Mood Indigo du Royaume-Uni, ont tous déjà joué au festival. En 2019, le festival coïncide avec les célébrations de la Journée internationale du jazz de l'UNESCO, et ce dernier marque son ouverture avec des représentations des artistes de jazz locaux et régionaux. Parmi ces artistes se trouvent Grupo Da Bossa, Gordon Horace Chin, Hady Afro, Joe Balanjiu Jr., et La Sambusa Latina.
Le BandWidth Street Press Magazine est le seul magazine mensuel gratuit de Kota Kinabalu qui fait la promotion de la musique locale. Le magazine est lancé en mars 2009 avec le soutien du gouvernement local et il est qualifié par le Ministre de la culture, de l'environnement et du tourisme de Sabah, Masidi Manjun, de publication qui présentera et promouvra de nouveaux musiciens locaux tout en fournissant les dernières informations sur la scène du divertissement local.

### Stations radiophoniques
Plusieurs stations radiophoniques locales ont leur siège dans la ville de Kota Kinabalu : Hitz FM Sabah (100.8), KK12FM (89.5), Kupi-Kupi FM (96.3), Era FM Sabah (102.4), MY FM Sabah (104.0) et VOKFM (106.6).

## Économie

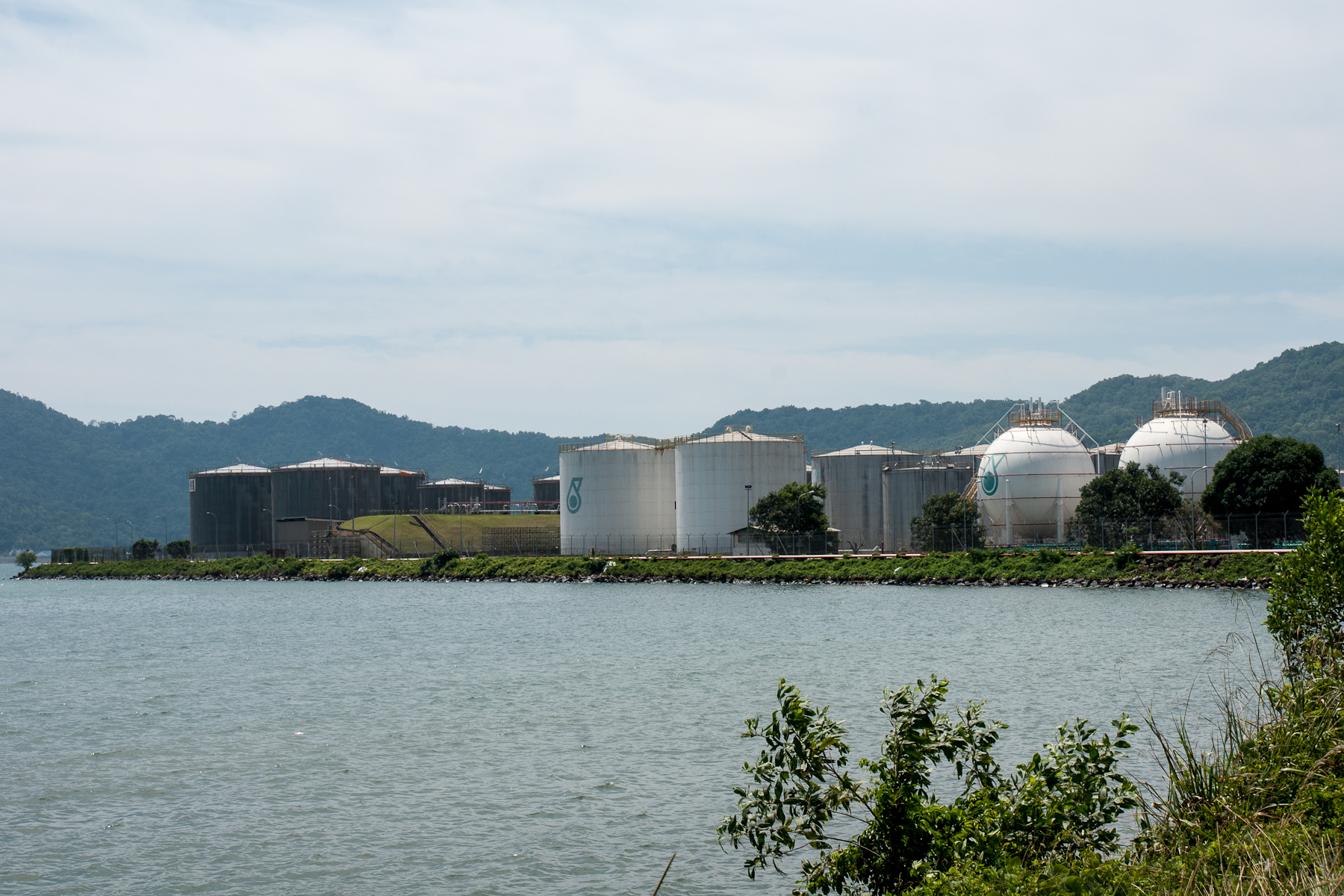
Un terminal pétrolier exploité par Petronas à Sepanggar.

En plus d'être la capitale du Sabah, Kota Kinabalu en est également le principal centre industriel et commercial. L'économie est dominée par le secteur primaire de l'industrie. Historiquement, le secteur dominant est le secondaire, mais en raison de l'urbanisation rapide et du développement économique, ce secteur diminue lentement. Plus récemment, une tendance vers une industrie davantage tertiaire est devenue plus apparente, en particulier en ce qui concerne l'essor du tourisme. De nombreuses banques commerciales nationales et internationales, ainsi que certaines compagnies d'assurance ont leur siège ou leurs succursales à Kota Kinabalu. La population chinoise d'outre-mer contribue également au développement de la ville depuis l'immigration de la fin du XIXe siècle. Originellement leur rôle implique le « coolie », une forme d'esclavagisme, et, aujourd'hui, de nombreux Chinois travaillent comme commerçants.
Un certain nombre d'entreprises industrielles et manufacturières y ont également des usines, notamment dans les districts industriels de Likas, Kolombong et Inanam. L'actuelle construction du parc industriel de Kota Kinabalu (KKIP) d'une superficie de 33,7 km2, à Sepanggar, vise à renforcer l'activité industrielle et commerciale de la ville, ce qui en fera un centre de croissance majeur en Malaisie orientale, au même titre que le BIMP-EAGA créé en 1994. La ville de Kota Kinabalu héberge également chaque année de nombreux salons et conférences nationaux, régionaux et internationaux, dont la biennale Sabah International Expo, la Conférence Asie-Pacifique sur le tourisme électronique, la Conférence des Nations unies sur le commerce et le développement, le Congrès australien de l'ingénierie de l'ASEAN et bien d'autres. Ces événements se déroulent généralement au Sabah Trade Center ou au Sutera Harbour.

## Culture et patrimoine

### Lieux culturels

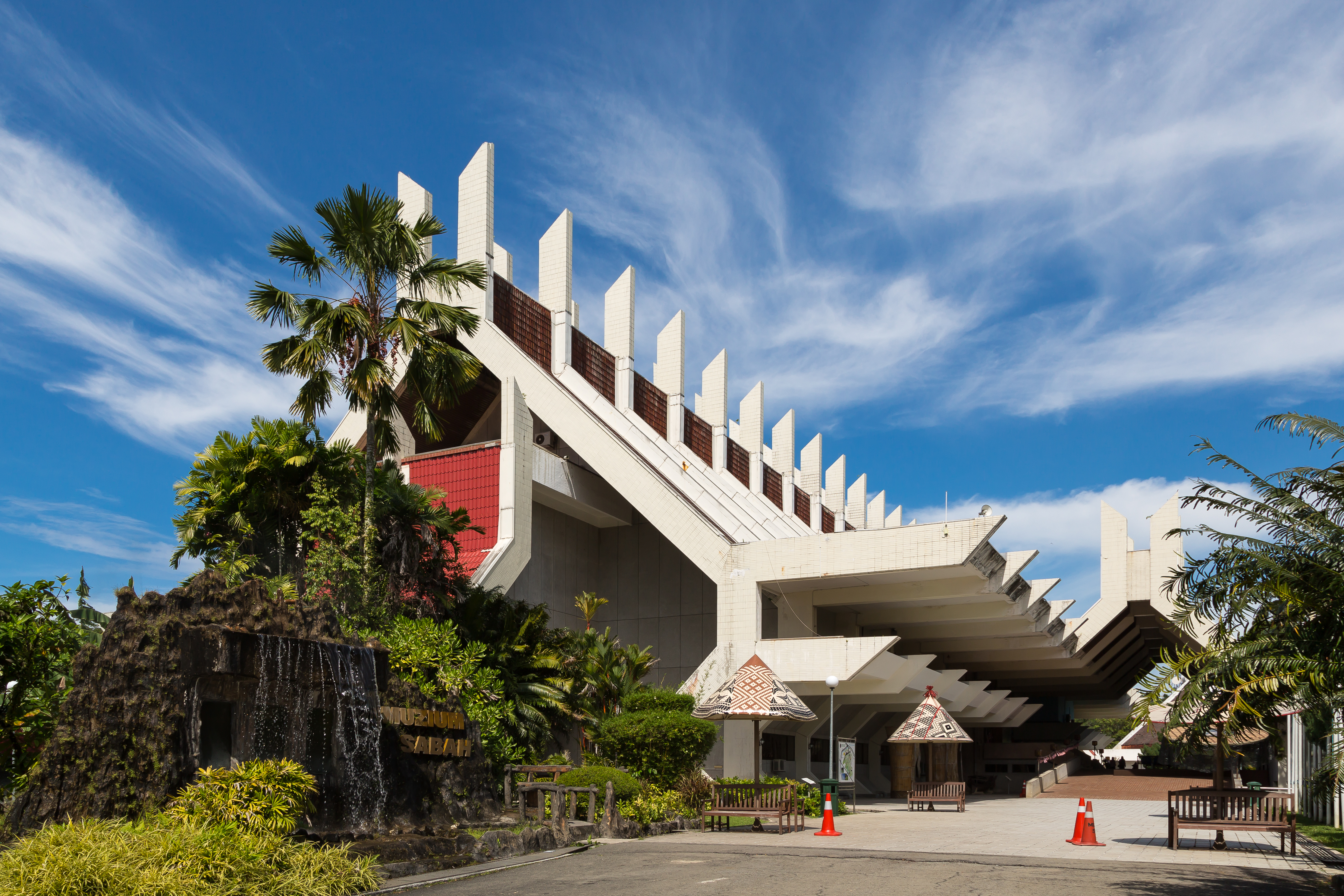
Le musée de Sabah est le musée le plus important de l’État.

Il y a de nombreux lieux culturels à Kota Kinabalu. Le musée de Sabah, situé à côté du Queen Elizabeth Hospital, est le musée le plus important de l'État. À proximité de celui-ci se trouvent le Centre des sciences et de la technologie, la galerie d'art de Sabah et les jardins ethno-botaniques. La galerie d'art Wisma Budaya, dans le centre-ville, accueille des expositions d'art nationales et régionales. Le bâtiment Hongkod Koisaan à Penampang abrite l'Association culturelle Kadazan-Dusun (KDCA). Elle organise chaque année en mai le Kaamatan, ou fête de la récolte, et le concours de beauté Unduk Ngadau. Le village culturel de Monsopiad propose des spectacles liés à la culture kadazan-dusun. Le village est nommé d'après Monsopiad, le légendaire guerrier et chasseur de tête kadazan-dusun. Le cours de cuisine traditionnelle de Bornéo est une autre attraction événementielle pour déguster des plats traditionnels et en apprendre davantage sur les cultures autochtones.

### Lieux historiques

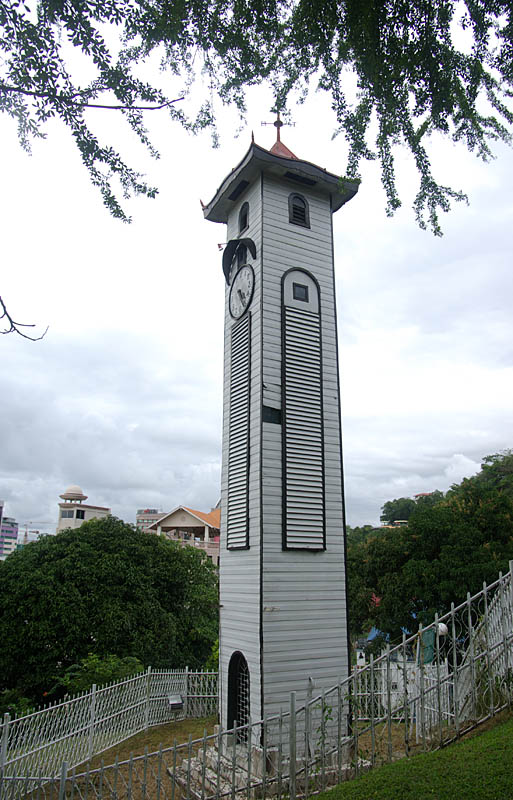
La Atkinson Clock Tower, un des monuments historiques de la ville.

Le square Merdeka est le site où la déclaration d'indépendance de Sabah et la formation de la Malaisie ont eu lieu. La déclaration est annoncée par le premier Ministre en chef de Sabah, Fuad Stephens, le 16 septembre 1963, jour devenu férié. Aujourd'hui le square accueille la célébration annuelle du jour de la ville le 2 février, la célébration de l'indépendance le 31 août et un certain nombre d'autres célébrations.
La Atkinson Clock Tower, à côté de Bandaran Berjaya, est construite par Mary Edith Atkinson en 1905, en mémoire de son fils, Francis George Atkinson. La tour servait autrefois d'aide à la navigation des navires. Elle est le seul bâtiment antérieur à la Seconde Guerre mondiale à y avoir survécu,. Le Mémorial Petagas est un hommage à ceux qui sont morts en faisant face aux forces japonaises lors de la Seconde Guerre mondiale. Il est situé à l'endroit où les guérilleros de Kinabalu sont tués par l'armée japonaise en 1944. Le Double Six Monument, situé à Sembulan, est également un mémorial, il est érigé en souvenir du premier Ministre en chef de Sabah et de six autres ministres de l'État qui trouvent la mort le 6 juin 1976 lors d'un accident d'avion.

### Lieux de loisirs et de conservation

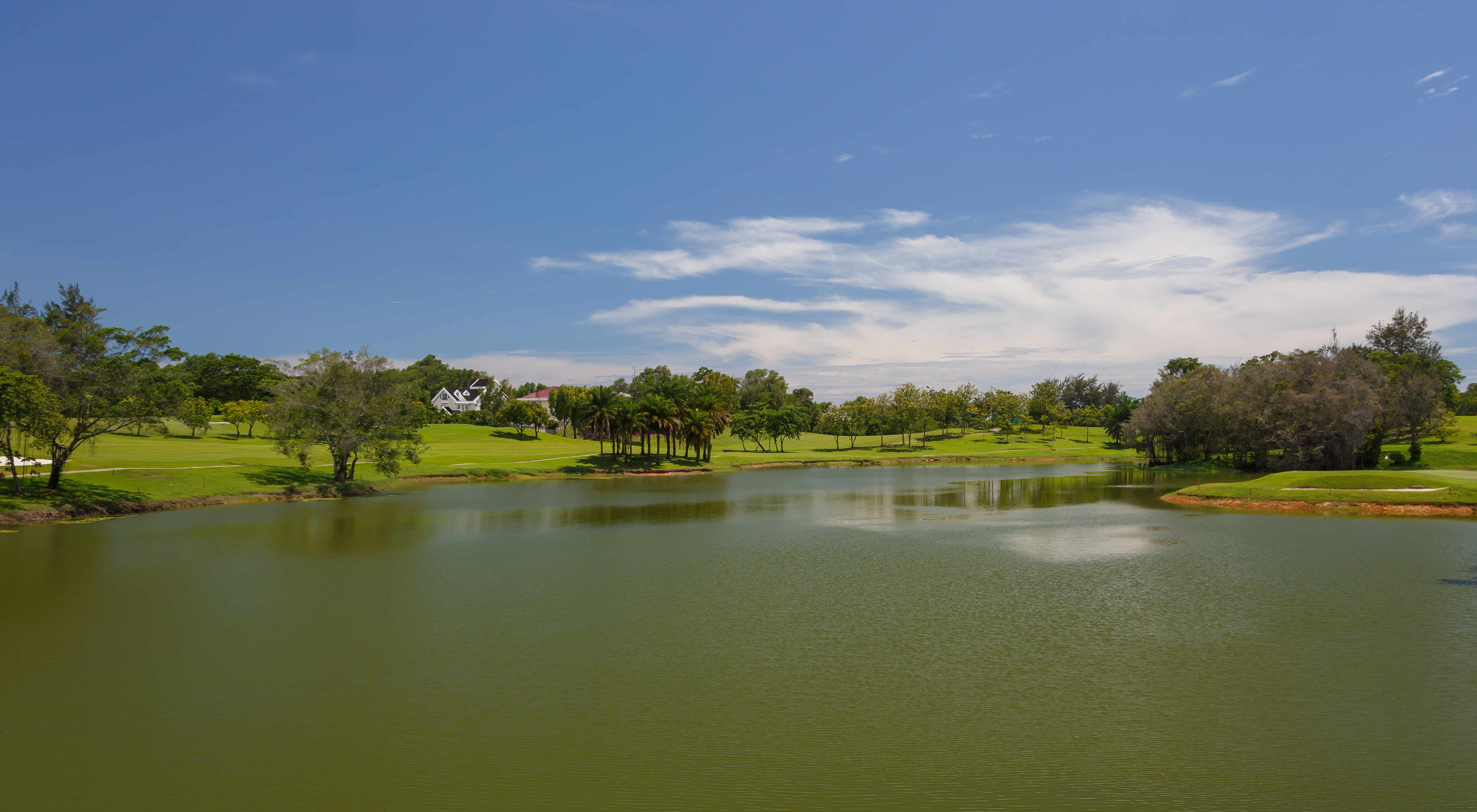
Le panorama du country club de Sabah.

Il existe de nombreux lieux de loisirs et zones protégées dans et autour de Kota Kinabalu. Anjung Samudera est un lieu de divertissement au bord de l'eau, dans le centre-ville, qui propose des restaurants, des cafés, des pubs et une boîte de nuit. Le Royal Sabah Turf Club à Tanjung Aru, accueille des événements hebdomadaires de courses hippiques. À cause de l'expansion de l'aéroport, il a dû déménager au Tamblang Race Course à Tuaran. Le chemin de fer d’État de Sabah,, qui commence son voyage à la gare de Tanjung Aru, offre une visite panoramique de la campagne de la Division de la côte orientale et de celle de la Division intérieure. Le chemin de fer se termine dans la ville de Tenom. Le country club de Sutera, près du centre-ville, est construit sur un terre-plein. Il dispose d'un terrain de golf, d'un country club, d'un port de plaisance et de deux hôtels.

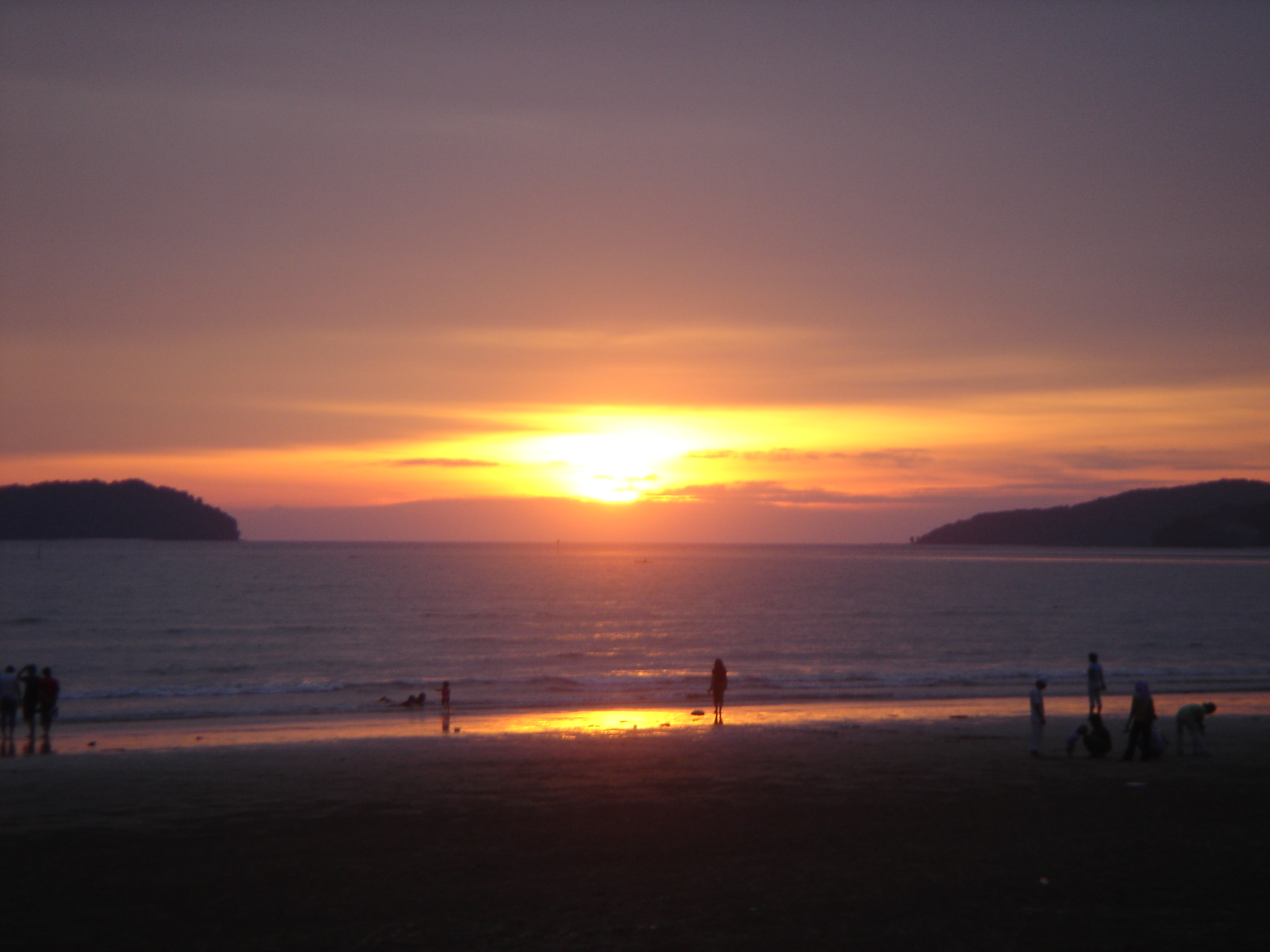
Un coucher de soleil sur la plage de Tanjung Aru. L'île Sulug est visible sur la gauche et l'île Manukan sur la droite de l'horizon.

Tanjung Aru, située à une dizaine de kilomètres du centre de la ville, est une des plages le long de la Côte orientale. Son nom est dérivé des arbres casuarina (appelés localement « Aru ») qui poussent sur le rivage. La plage est longue de trois kilomètres. Dans les environs de Tanjung Aru se trouvent le club de golf Kinabalu, le parc botanique du prince Philip, le club de yacht KK et le complexe de plage Shangri-La. Le parc du prince Philip est en libre accès au public, tandis que les autres installations nécessitent une autorisation. Cette plage est connue pour ses couchers de soleil,.

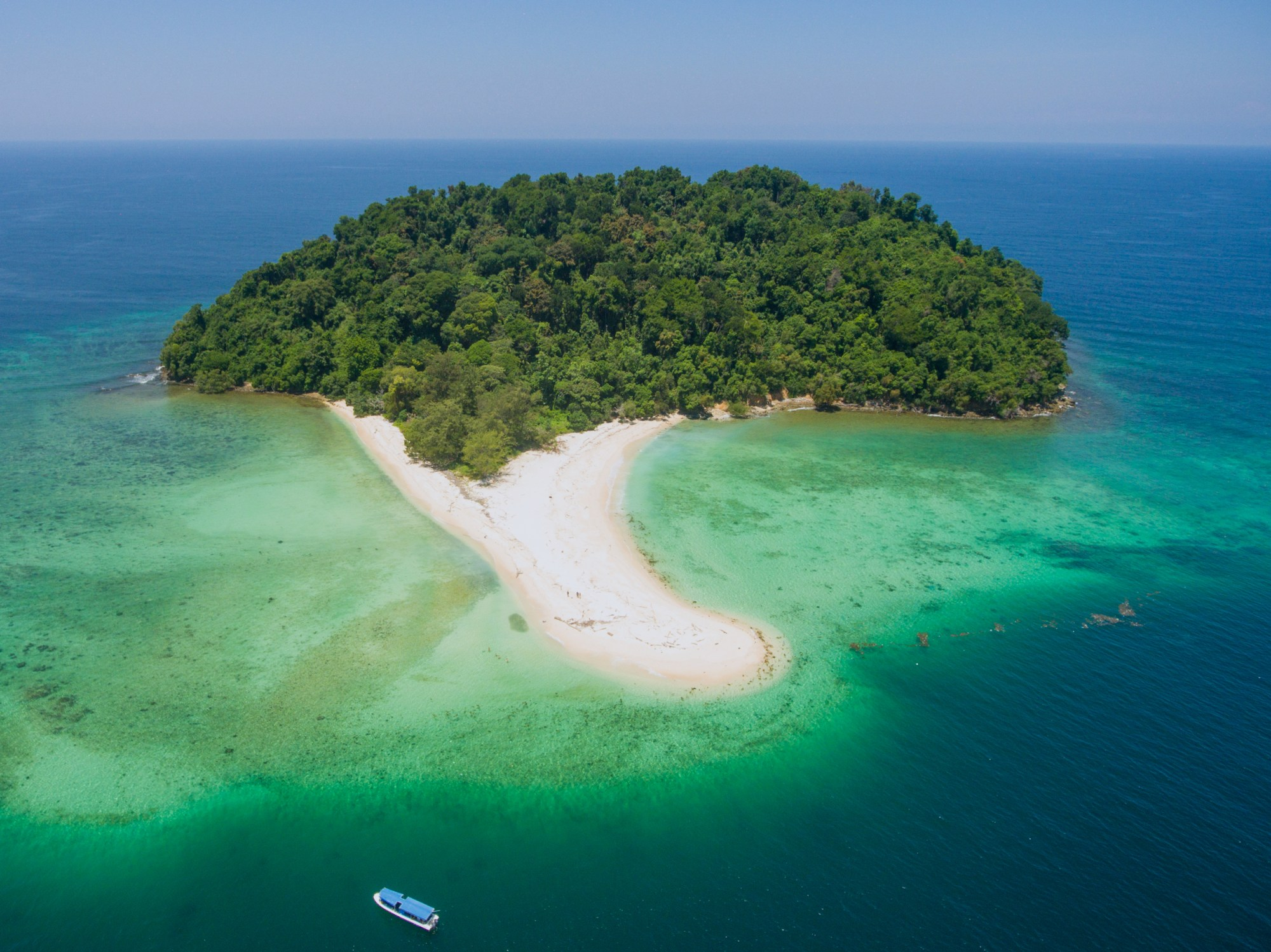
Promenade en bateau sur l'île Manukan au départ de Kota Kinabalu.

Dans la baie de Likas se trouve le sanctuaire d'oiseaux de la ville de Kota Kinabalu. Avec une superficie de 9,7 hectares il s'agit de l'une des rares parcelles de forêt de mangroves qui existaient autrefois largement le long de la région côtière de Kota Kinabalu. La zone est déclarée protégée en septembre 1996 par le gouvernement d'État pour aider et favoriser une meilleure compréhension et une meilleure sensibilisation à l'importance des zones humides. Le parc botanique et zoologique de Sabah, le Lok Kawi Wildlife Park, à Lok Kawi, à environ 20 kilomètres au sud du centre-ville, et le premier zoo de Sabah. Situé sur un terrain de 1,1 km2, il est certainement le plus grand zoo de Malaisie. L'aquarium Green Connection situé tout juste à la sortie de Kota Kinabalu présente la biodiversité de poissons, de coraux et de reptiles de Sabah, avec des expositions sur de nombreux écosystèmes aquatiques régionaux. L'aquarium présente cinq des dix icônes de la faune sauvage de Bornéo, comme des requins, des raies, des coraux, des poissons et des serpents.

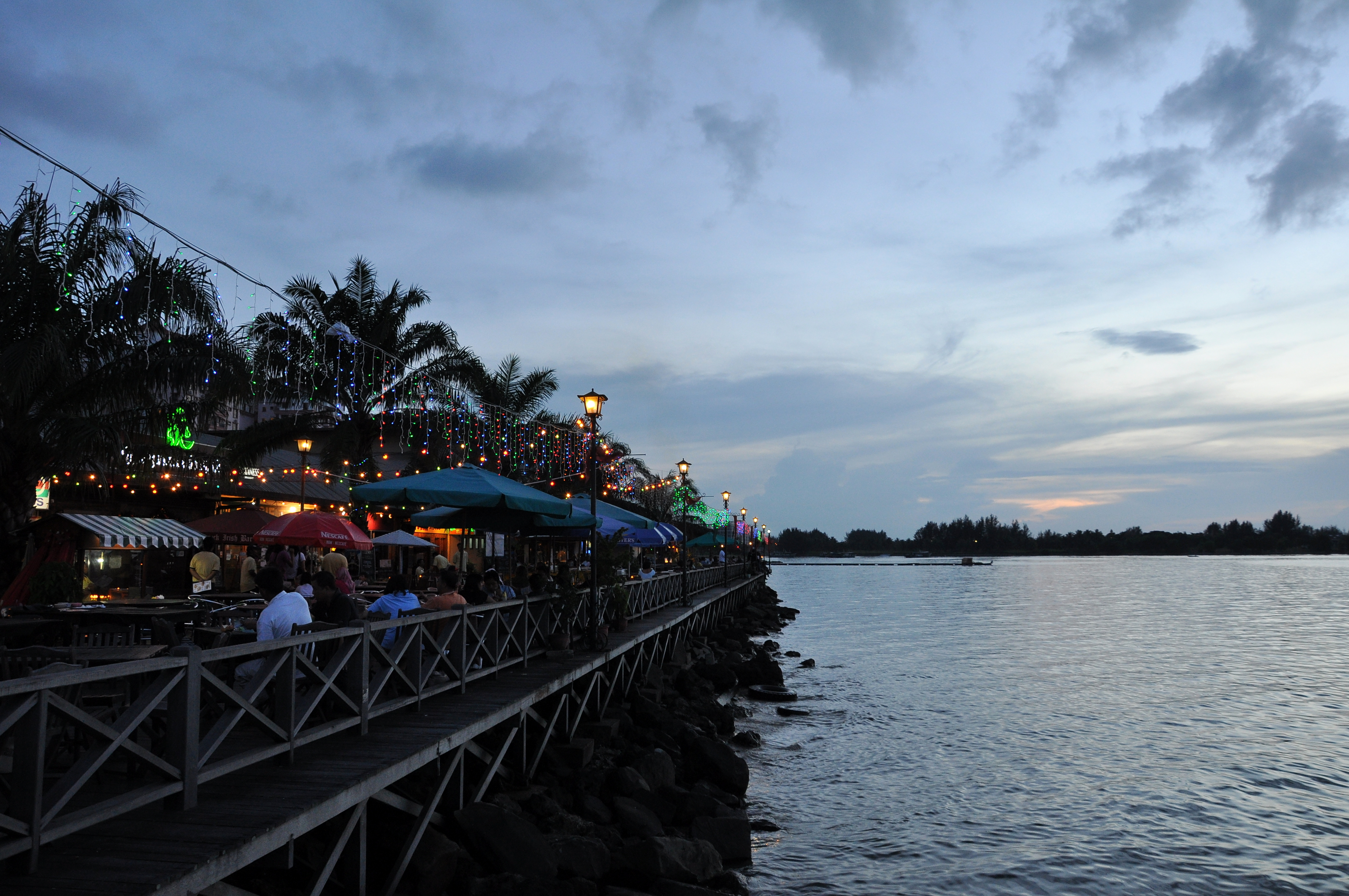
La promenade de Kota Kinabalu au crépuscule.

Le Tun Fuad Stephens Park, localisé à Bukit Padang, est un lieu privilégié pour les joggeurs et randonneurs locaux. Il est entouré de forêts et dispose également d'un lac artificiel. Quelques stands de nourriture et restaurants peuvent y être trouvés. Le parc de Tunku Abdul Rahman est un parc national constitué des îles de Sapi, Mamutik, Manukan, Sulug et Gaya. De nombreux habitants et touristes y pratiquent le snorkelling. Le parc est situé à environ 10 minutes en bateau du terminal de ferry de la ville. La rivière Badagon à Penampang et les chutes de Kiansom près d'Inanam sont également des lieux visités pour les pique-niques et les baignades.
En dehors de la ville, le Crocker Range Park, occupant un tronçon d'environ 160 km2 de la chaîne de montagnes Banjaran Crocker au sud-est de la ville (entre Tenom et Tambunan) est un endroit commun pour le trekking et le camping dans la jungle. Kota Kinabalu est également la porte d'entrée de l'une des zones de conservation les plus populaires de Malaisie, le parc national du Kinabalu. Le parc se situe à deux heures de route de la ville et il comprend le mont Kinabalu, le dixième sommet le plus haut d'Asie du Sud-Est et le premier de Malaisie. La réserve forestière de Rafflesia, près de Tambunan, à une trentaine de kilomètres de Kota Kinabalu, se trouve également à l'intérieur du Crocker Range Park. L'une des plus petites espèces de Rafflesia peut y être trouvée, la Rafflesia pricei. Le Gunung Emas Highland Resort se trouve également à proximité. La ferme de crocodiles de Tuaran, à une trentaine de kilomètres au nord de la ville, présente environ 1 400 crocodiles, ce qui en fait la plus grande ferme de ce type de l'État.

### Lieux commerciaux

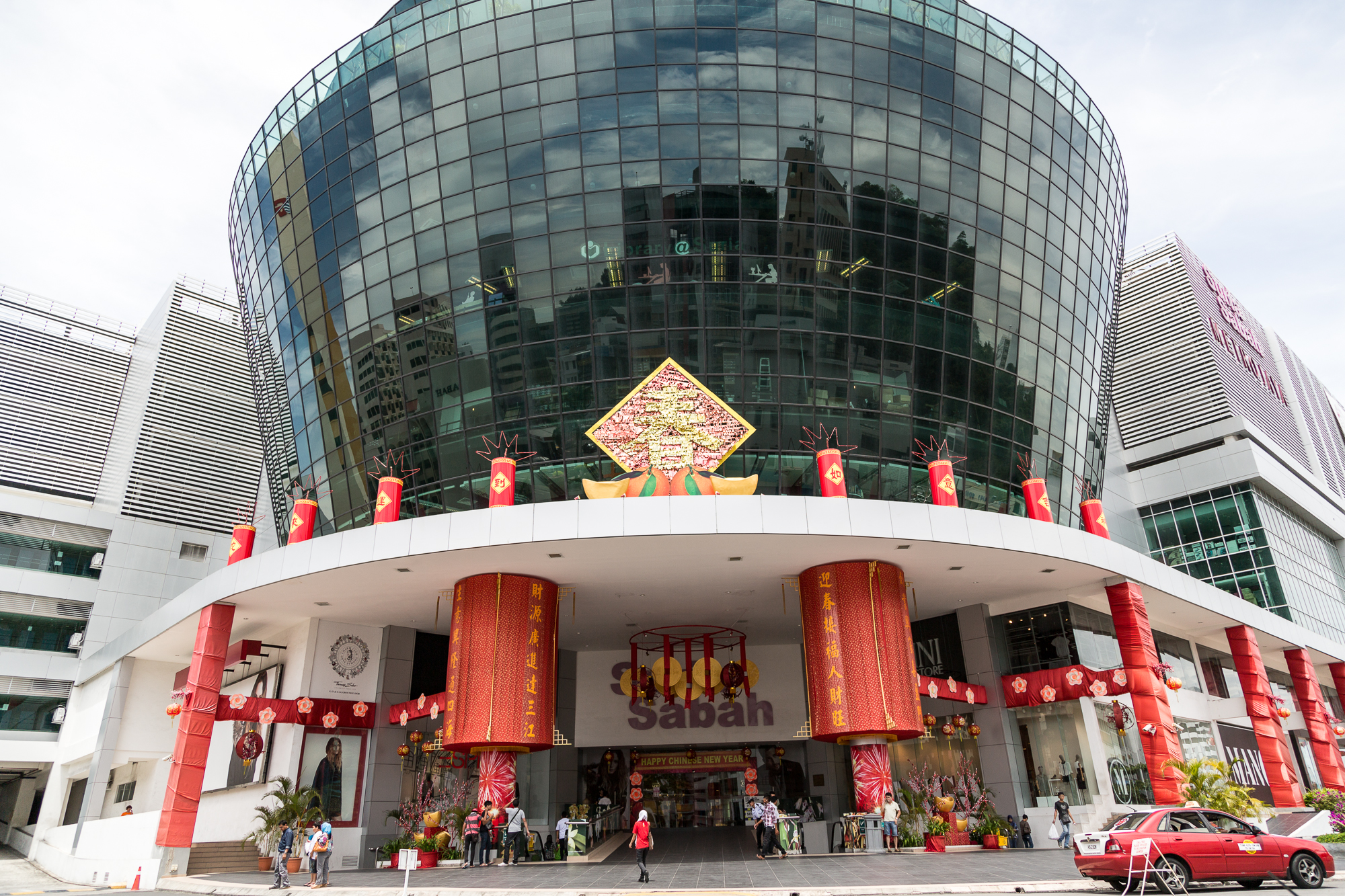
Le Suria Sabah pendant les célébrations du Nouvel An chinois de 2013. Il s'agit d'un des plus importants centres commerciaux de la ville.

La ville de Kota Kinabalu compte un grand nombre de centres commerciaux. Ceux-ci comprennent Imago KK Times Square, Oceanus Waterfront Mall, Karamunsing Complex, Centre Point, Wisma Merdeka, Warisan Square, Plaza Wawasan, Asia City Complex, City Mall, KK Plaza, Mega Long Mall, Suria Sabah et 1Borneo, qui est le plus grand hypermarché de la ville,. Karamunsing, où se trouve le Karamunsing Complex, est un quartier qui compte plus de magasins d'informatique par habitant que n'importe où ailleurs en Sabah. Le marché dominical de la rue Gaya consiste en un rassemblement de colporteurs locaux vendant une large gamme d'articles allant de souvenirs culturels ethniques et traditionnels aux animaux de compagnie et aux fleurs. Le marché d'artisanat de Kota Kinabalu, aussi connu sous le nom de marché philippin, est constitué de vendeurs proposant de l'artisanat traditionnel, des souvenirs et des denrées alimentaires.

### Lieux de divertissement

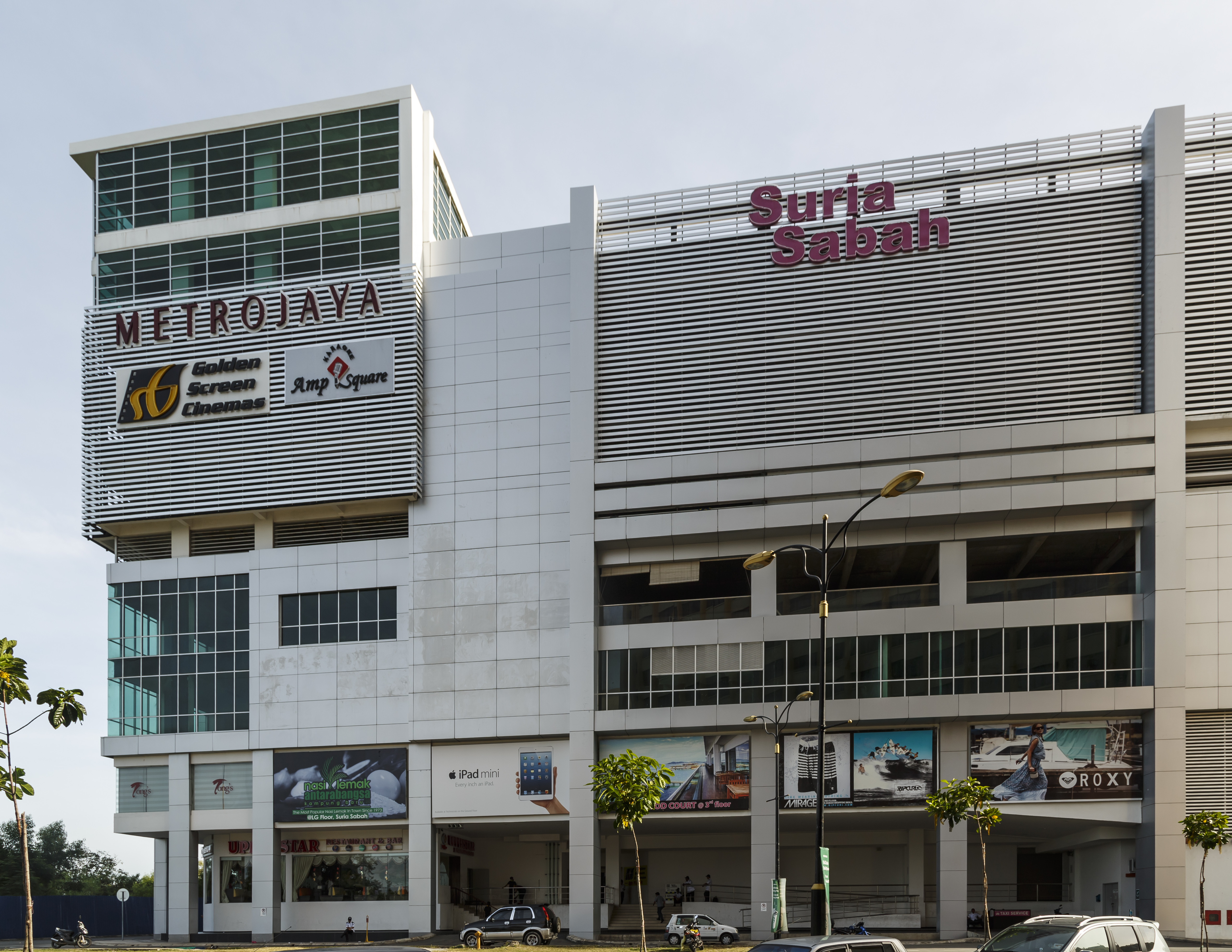
Le cinéma Golden Screen, situé à l'intérieur du Suria Sabah.

Il y a six cinémas à Kota Kinabalu : deux Golden Screens, le MBO situé au Imago Mall (avec une capacité de 1 038 visiteurs), le City Cineplex au City Mall, le Growball Cineplex au Centre Point et le Megalong Cineplex au Megalong Mall. Un des Golden Screens se situe à l'intérieur du centre commercial Suria Sabah, alors que le deuxième se trouve au 1Borneo,,. Les deux cinémas GSC sont chacun constitués de huit salles.
Des pistes de bowling et des tables de billard, peuvent être trouvées à l'hypermarché 1Borneo et au port de Sutera. Le marché de fruits de mer vivants de Kota Kinabalu est bien connu. Il existe de nombreux restaurants de fruits de mer vivants tels que le restaurant Hua Hing, le Welcome du Asia City et le Hung Xing.

### Autres sites

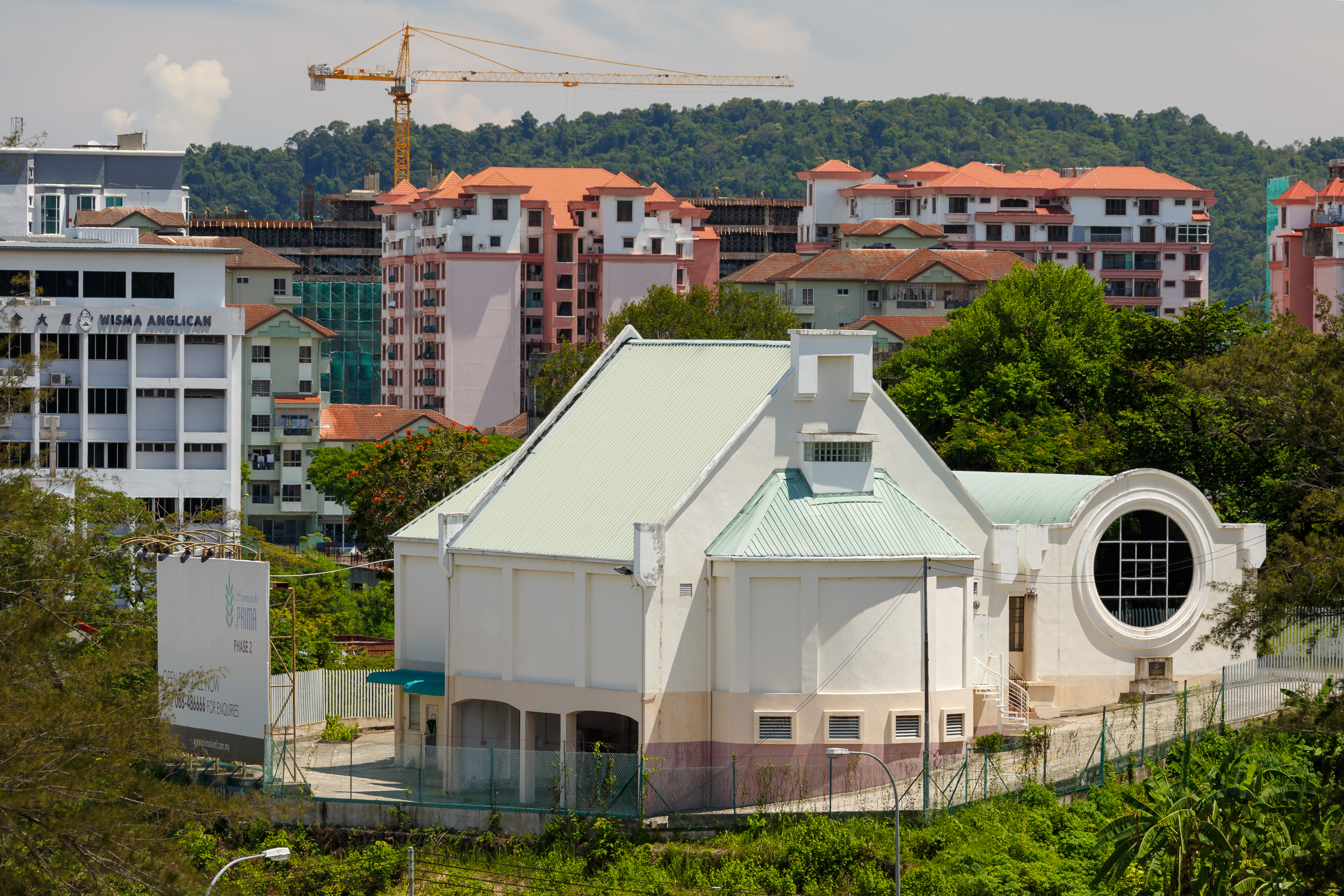
Le temple maçonnique de Jesselton se trouve au sommet d'une colline de la ville.

La Tun Mustapha Tower se trouve à environ 10 minutes de trajet du centre de la ville. Ce bâtiment en verre de trente étages est soutenu par des tiges d'acier à haute résistance. C'est l'un des trois seuls bâtiments au monde construits avec cette méthode.
Parmi les autres bâtiments et sites remarquables de la ville se trouvent les villages sur pilotis situés aux environs de Sembulan, Tanjung Aru, Kampung Lika et Kampung Pondo sur l'île Gaya. Ces villages construits au-dessus des eaux côtières peu profondes sont les résidences des habitants bajaus et suluks.
La mosquée de l'État de Sabah à Sembulan est la mosquée principale de la ville. La mosquée de Kota Kinabalu sur la baie Likas est un autre site important de la ville. Au sommet d'une colline de la ville se trouve également un temple maçonnique.
L'Observatoire de Signal Hill près du CBD offre une vue panoramique sur le centre-ville, les îles et la mer.